# WTA Tour 2024
WTA Tour 2024, oficiálně Hologic WTA Tour 2024, představoval 51. ročník WTA Tour a 54. ročník nejvyšší úrovně ženského profesionálního tenisu, hraný v roce 2024. Sezóna okruhu trvajícího od 29. prosince 2023 do 20. listopadu 2024 zahrnovala více než padesát turnajů, až na výjimky organizované Ženskou tenisovou asociací (WTA). Potřetí se titulárním partnerem stala massachusettská společnost Hologic, zaměřující se na lékařskou diagnostiku a technologie v oblasti ženského zdraví.
Okruh zahrnoval čtyři Grand Slamy pořádané Mezinárodní tenisovou federací (ITF), turnaje v kategoriích WTA 1000,  WTA 500, WTA 250 a závěrečný Turnaj mistryň. Součástí sezóny byly i pařížské letní olympijské hry v areálu Rolanda Garrose a soutěže družstev, Billie Jean King Cup s United Cupem organizovaným ve spolupráci s mužskou ATP. Hopmanův pohár, obnovený roku 2023 v Nice, nebyl součástí kalendáře. Ročník 2024 byl navíc zrušen.
Kvůli pokračující invazi Ruska na Ukrajinu, zahájené v únoru 2022, zůstalo v platnosti rozhodnutí řídících organizací tenisu ATP, WTA a ITF s grandslamy o zrušení turnajů na území Ruska a vyloučení ruských a běloruských reprezentací ze soutěží včetně týmových turnajů. Ruští a běloruští tenisté mohli nadále na okruzích startovat, ale do odvolání nikoli pod vlajkami Ruska a Běloruska.
Mužskou obdobu ženského okruhu představoval ATP Tour 2024 a nižší úroveň ženského tenisu WTA 125 2024.

## Přehled
První lednový týden ročník otevřely turnaje australské letní sezóny, aucklandský ASB Classic, po čtyřech letech obnovený Brisbane International a druhý ročník týmové soutěže mužů a žen United Cup. Linz Open a Internationaux de Strasbourg byly povýšeny do kategorie WTA 500 a arabské turnaje v Dauhá a Dubaji se staly trvalou součástí kategorie WTA 1000. Naopak mexický Guadalajara Open z ní klesl o jednu úroveň níže.
Namísto vyřazeného Lyon Open byl do kategorie WTA 250 poprvé zařazen Open Capfinances Rouen Métropole ve francouzském Rouen, hraný v dubnu na halové antuce. Nejoblíbenější událost této kategorie v předchozích dvou letech, klužský Transylvania Open, byl přesunut z října na únor, a ze září do téhož měsíce i kalifornský San Diego Open. Naopak z únorového termínu na srpen změnil datum Monterrey Open. Červencový antukový Iași Open v Jasech byl přechodně povýšen ze série WTA 125 do okruhu WTA Tour, když získal jednoletou licenci od ženské části Hamburg Open. Němečtí organizátoři nebyli schopni zajistit, v programu olympijského roku, pořádání mužské i ženské události na nejvyšších okruzích WTA a ATP Tour.
Jediný turnaj v Jižní Americe, bogotský Copa Colsanitas, podruhé vyhrála Kolumbijka Camila Osoriová. Jednalo se o nejvýše položený areál okruhu uprostřed And, ve výšce přibližně 2,5 km nad mořem. Dvěma africkými událostmi ročníku se staly rabatský Morocco Open a monastirský Jasmin Open. 
V srpnu 2024 Ženská tenisová asociace oznámila změny v podzimní asijské části sezóny. Licence pro konání turnaje WTA 500 přešla ze Zhengzhou Open v Čeng-čou na ningposký Ningbo Open, který se měl původně konat v úrovni WTA 250 během 38. týdne od 16. září 2024. Ningbo Open byl tak přesunut do 42. týdne, hraného od 14. října, a na jeho původní zářijové místo zařazen druhý sezónní turnaj Thaliand Open 2 v Chua Chinu, s jednoletou licencí v kategorii WTA 250.
Pořadatelství Turnaje mistryň pro ročníky 2024–2026 získala v dubnu 2024 saúdskoarabská metropole Rijád, která porazila i českou nabídku pořadatelství Tomáše Petery. Arabští pořadatelé poskytli výhodné finanční podmínky, s rekordními prize money hráčkám 15,25 milionu dolarů. Vůči organizování prvního turnaje WTA v Saúdské Arábii se již během ledna 2024 ohradily Martina Navrátilová s Chris Evertovou, které kritizovaly porušování lidských práv, diskriminaci žen a homosexuálů v dané muslimské zemi.

## Chronologický přehled turnajů
Chronologický přehled uvádí turnajovou listinu okruhu WTA Tour 2024 včetně dějiště, počtu hráček, povrchu, kategorie a celkové dotace.
Legenda
Tabulky měsíců uvádí vítězky a finalistky dvouhry i čtyřhry a dále pak semifinalistky a čtvrtfinalistky dvouhry. Zápis –D/–Q/–Č/–X uvádí počet hráček dvouhry/hráček kvalifikace dvouhry/párů čtyřhry/párů mixu, (ZS) – základní skupina.
| Grand Slam             |
| Letní olympijské hry   |
| Turnasj mistryň        |
| WTA 1000 Mandatory     |
| WTA 1000 Non-Mandatory |
| WTA 500                |
| WTA 250                |
| Týmové soutěže         |

### Leden
| Týden od            | Turnaj | Vítězky                                                   | Finalistky                                 | Semifinalistky                             | Čtvrtfinalistky                                                                 |
| ------------------- | --- | --------------------------------------------------------- | ------------------------------------------ | ------------------------------------------ | ------------------------------------------------------------------------------- |
| 1. ledna            | United Cup Sydney, Perth, Austrálie týmová soutěž tvrdý – 5 000 000 $ – 18 týmů                                 | Německo 2–1                                               | Polsko                                     | Francie Austrálie                          | Čína Norsko Srbsko Řecko                                                        |
| 1. ledna            | Brisbane International Brisbane, Austrálie WTA 500 tvrdý – 1 736 763 $ – 48D/24Q/16Č dvouhra • čtyřhra          | Jelena Rybakinová 6–0, 6–3                                | Aryna Sabalenková                          | Viktoria Azarenková Linda Nosková          | Darja Kasatkinová Jeļena Ostapenková Mirra Andrejevová Anastasija Potapovová    |
| 1. ledna            | Brisbane International Brisbane, Austrálie WTA 500 tvrdý – 1 736 763 $ – 48D/24Q/16Č dvouhra • čtyřhra          | Ljudmyla Kičenoková Jeļena Ostapenková 7–5, 6–2           | Greet Minnenová Heather Watsonová          | Viktoria Azarenková Linda Nosková          | Darja Kasatkinová Jeļena Ostapenková Mirra Andrejevová Anastasija Potapovová    |
| 1. ledna            | ASB Classic Auckland, Nový Zéland WTA 250 tvrdý – 267 082 $ – 32D/24Q/15Č dvouhra • čtyřhra                     | Coco Gauffová 6–7(4–7), 6–3, 6–3                          | Elina Svitolinová                          | Emma Navarrová Wang Si-jü                  | Varvara Gračovová Petra Martićová Diane Parryová Marie Bouzková                 |
| 1. ledna            | ASB Classic Auckland, Nový Zéland WTA 250 tvrdý – 267 082 $ – 32D/24Q/15Č dvouhra • čtyřhra                     | Anna Danilinová Viktória Hrunčáková 6–3, 6–7(5–7), [10–8] | Marie Bouzková Bethanie Mattek-Sandsová    | Emma Navarrová Wang Si-jü                  | Varvara Gračovová Petra Martićová Diane Parryová Marie Bouzková                 |
| 8. ledna            | Adelaide International Adelaide, Austrálie WTA 500 tvrdý – 922 573 $ – 30D/24Q/16Č dvouhra • čtyřhra            | Jeļena Ostapenková 6–3, 6–2                               | Darja Kasatkinová                          | Jekatěrina Alexandrovová Jessica Pegulaová | Jelena Rybakinová Marta Kosťuková Laura Siegemundová Anastasija Pavljučenkovová |
| 8. ledna            | Adelaide International Adelaide, Austrálie WTA 500 tvrdý – 922 573 $ – 30D/24Q/16Č dvouhra • čtyřhra            | Beatriz Haddad Maiová Taylor Townsendová 7–5, 6–3         | Caroline Garciaová Kristina Mladenovicová  | Jekatěrina Alexandrovová Jessica Pegulaová | Jelena Rybakinová Marta Kosťuková Laura Siegemundová Anastasija Pavljučenkovová |
| 8. ledna            | Hobart International Hobart, Austrálie WTA 250 tvrdý – 267 082 $ – 32D/24Q/16Č dvouhra • čtyřhra                | Emma Navarrová 6–1, 4–6, 7–5                              | Elise Mertensová                           | Darja Savilleová Jüan Jüe                  | Arantxa Rusová Ču Lin Julia Putincevová Viktorija Tomovová                      |
| 8. ledna            | Hobart International Hobart, Austrálie WTA 250 tvrdý – 267 082 $ – 32D/24Q/16Č dvouhra • čtyřhra                | Čan Chao-čching Giuliana Olmosová 6–3, 6–3                | Kuo Chan-jü Ťiang Sin-jü                   | Darja Savilleová Jüan Jüe                  | Arantxa Rusová Ču Lin Julia Putincevová Viktorija Tomovová                      |
| 14. ledna 22. ledna | Australian Open Melbourne, Austrálie Grand Slam tvrdý – 39 264 000 A$ 128D/128Q/64Č/32X dvouhra • čtyřhra • mix | Aryna Sabalenková 6–3, 6–2                                | Čeng Čchin-wen                             | Dajana Jastremská Coco Gauffová            | Linda Nosková Anna Kalinská Marta Kosťuková Barbora Krejčíková                  |
| 14. ledna 22. ledna | Australian Open Melbourne, Austrálie Grand Slam tvrdý – 39 264 000 A$ 128D/128Q/64Č/32X dvouhra • čtyřhra • mix | Sie Šu-wej Elise Mertensová 6–1, 7–5                      | Ljudmyla Kičenoková Jeļena Ostapenková     | Dajana Jastremská Coco Gauffová            | Linda Nosková Anna Kalinská Marta Kosťuková Barbora Krejčíková                  |
| 14. ledna 22. ledna | Australian Open Melbourne, Austrálie Grand Slam tvrdý – 39 264 000 A$ 128D/128Q/64Č/32X dvouhra • čtyřhra • mix | Sie Šu-wej Jan Zieliński 6–7(5–7), 6–4, [11–9]            | Desirae Krawczyková Neal Skupski           | Dajana Jastremská Coco Gauffová            | Linda Nosková Anna Kalinská Marta Kosťuková Barbora Krejčíková                  |
| 29. ledna           | Upper Austria Ladies Linz Linec, Rakousko WTA 500 tvrdý (h) – 802 237 € – 32D/24Q/16Č dvouhra • čtyřhra         | Jeļena Ostapenková 6–2, 6–3                               | Jekatěrina Alexandrovová                   | Anastasija Pavljučenkovová Donna Vekićová  | Jodie Burrageová Elise Mertensová Clara Burelová Anastasija Potapovová          |
| 29. ledna           | Upper Austria Ladies Linz Linec, Rakousko WTA 500 tvrdý (h) – 802 237 € – 32D/24Q/16Č dvouhra • čtyřhra         | Sara Erraniová Jasmine Paoliniová 7–5, 4–6, [10–7]        | Nicole Melichar-Martinezová Ellen Perezová | Anastasija Pavljučenkovová Donna Vekićová  | Jodie Burrageová Elise Mertensová Clara Burelová Anastasija Potapovová          |
| 29. ledna           | Thailand Open Chua Chin, Thajsko WTA 250 tvrdý – 267 082 $ – 32D/24Q/16Č dvouhra • čtyřhra                      | Diana Šnajderová 6–3, 2–6, 6–1                            | Ču Lin                                     | Wang Sin-jü Wang Ja-fan                    | Dalma Gálfiová Julia Putincevová Katie Volynetsová Arina Rodionovová            |
| 29. ledna           | Thailand Open Chua Chin, Thajsko WTA 250 tvrdý – 267 082 $ – 32D/24Q/16Č dvouhra • čtyřhra                      | Miju Katová Aldila Sutjiadiová 6–4, 1–6, [10–7]           | Kuo Chan-jü Ťiang Sin-jü                   | Wang Sin-jü Wang Ja-fan                    | Dalma Gálfiová Julia Putincevová Katie Volynetsová Arina Rodionovová            |

### Únor
| Týden od  | Turnaj | Vítězky                                               | Finalistky                                 | Semifinalistky                                | Čtvrtfinalistky                                                             |
| --------- | --- | ----------------------------------------------------- | ------------------------------------------ | --------------------------------------------- | --------------------------------------------------------------------------- |
| 5. února  | Mubadala Abu Dhabi Open Abú Zabí, Spojené arabské emiráty WTA 500 tvrdý – 922 573 $ – 28D/24Q/16Č dvouhra • čtyřhra              | Jelena Rybakinová 6–1, 6–4                            | Darja Kasatkinová                          | Ljudmila Samsonovová Beatriz Haddad Maiová    | Cristina Bucșová Barbora Krejčíková Sorana Cîrsteaová Ons Džabúrová         |
| 5. února  | Mubadala Abu Dhabi Open Abú Zabí, Spojené arabské emiráty WTA 500 tvrdý – 922 573 $ – 28D/24Q/16Č dvouhra • čtyřhra              | Sofia Keninová Bethanie Mattek-Sandsová 6–4, 7–6(7–4) | Linda Nosková Heather Watsonová            | Ljudmila Samsonovová Beatriz Haddad Maiová    | Cristina Bucșová Barbora Krejčíková Sorana Cîrsteaová Ons Džabúrová         |
| 5. února  | Transylvania Open Kluž, Rumunsko WTA 250 tvrdý (h) – 267 082 $ – 32D/24Q/16Č dvouhra • čtyřhra                                   | Karolína Plíšková 6–4, 6–3                            | Ana Bogdanová                              | Jaqueline Cristianová Harriet Dartová         | Arantxa Rusová Anastasija Sevastovová Nuria Párrizas Díazová Sara Erraniová |
| 5. února  | Transylvania Open Kluž, Rumunsko WTA 250 tvrdý (h) – 267 082 $ – 32D/24Q/16Č dvouhra • čtyřhra                                   | Caty McNallyová Asia Muhammadová 6–3, 6–4             | Harriet Dartová Tereza Mihalíková          | Jaqueline Cristianová Harriet Dartová         | Arantxa Rusová Anastasija Sevastovová Nuria Párrizas Díazová Sara Erraniová |
| 12. února | Qatar TotalEnergies Open Dauhá, Katar WTA 1000 tvrdý – 3 211 715 $ – 56D/24Q/16Č dvouhra • čtyřhra                               | Iga Świąteková 7–6(10–8), 6–2                         | Jelena Rybakinová                          | Karolína Plíšková Anastasija Pavljučenkovová  | Viktoria Azarenková Naomi Ósakaová Leylah Fernandezová Danielle Collinsová  |
| 12. února | Qatar TotalEnergies Open Dauhá, Katar WTA 1000 tvrdý – 3 211 715 $ – 56D/24Q/16Č dvouhra • čtyřhra                               | Demi Schuursová Luisa Stefaniová 6–4, 6–2             | Caroline Dolehideová Desirae Krawczyková   | Karolína Plíšková Anastasija Pavljučenkovová  | Viktoria Azarenková Naomi Ósakaová Leylah Fernandezová Danielle Collinsová  |
| 19. února | Dubai Duty Free Tennis Championships Dubaj, Spojené arabské emiráty WTA 1000 tvrdý – 3 211 715 $ – 56D/24Q/16Č dvouhra • čtyřhra | Jasmine Paoliniová 4–6, 7–5, 7–5                      | Anna Kalinská                              | Iga Świąteková Sorana Cîrsteaová              | Čeng Čchin-wen Coco Gauffová Jelena Rybakinová Markéta Vondroušová          |
| 19. února | Dubai Duty Free Tennis Championships Dubaj, Spojené arabské emiráty WTA 1000 tvrdý – 3 211 715 $ – 56D/24Q/16Č dvouhra • čtyřhra | Storm Hunterová Kateřina Siniaková 6–4, 6–2           | Nicole Melichar-Martinezová Ellen Perezová | Iga Świąteková Sorana Cîrsteaová              | Čeng Čchin-wen Coco Gauffová Jelena Rybakinová Markéta Vondroušová          |
| 26. února | San Diego Open San Diego, Spojené státy WTA 500 tvrdý – 922 573 $ – 28D/24Q/16Č dvouhra • čtyřhra                                | Katie Boulterová 5–7, 6–2, 6–2                        | Marta Kosťuková                            | Jessica Pegulaová Emma Navarrová              | Anna Blinkovová Anastasija Pavljučenkovová Darja Savilleová Donna Vekićová  |
| 26. února | San Diego Open San Diego, Spojené státy WTA 500 tvrdý – 922 573 $ – 28D/24Q/16Č dvouhra • čtyřhra                                | Nicole Melichar-Martinezová Ellen Perezová 6–1, 6–2   | Desirae Krawczyková Jessica Pegulaová      | Jessica Pegulaová Emma Navarrová              | Anna Blinkovová Anastasija Pavljučenkovová Darja Savilleová Donna Vekićová  |
| 26. února | ATX Open Austin, Spojené státy WTA 250 tvrdý – 267 082 $ – 32D/24Q/16Č dvouhra • čtyřhra                                         | Jüan Jüe 6–4, 7–6(7–4)                                | Wang Si-jü                                 | Anhelina Kalininová Anna Karolína Schmiedlová | Diane Parryová Danielle Collinsová Wang Ja-fan Anastasija Sevastovová       |
| 26. února | ATX Open Austin, Spojené státy WTA 250 tvrdý – 267 082 $ – 32D/24Q/16Č dvouhra • čtyřhra                                         | Olivia Gadecká Olivia Nichollsová 6–2, 6–4            | Katarzyna Kawaová Bibiane Schoofsová       | Anhelina Kalininová Anna Karolína Schmiedlová | Diane Parryová Danielle Collinsová Wang Ja-fan Anastasija Sevastovová       |

### Březen
| Týden od              | Turnaj | Vítězky                                                       | Finalistky                                | Semifinalistky                               | Čtvrtfinalistky                                                         |
| --------------------- | --- | ------------------------------------------------------------- | ----------------------------------------- | -------------------------------------------- | ----------------------------------------------------------------------- |
| 4. března 11. března  | BNP Paribas Open Indian Wells, Spojené státy WTA 1000 tvrdý – 9 258 080 $ – 96D/48Q/32Č dvouhra • čtyřhra • mix | Iga Świąteková 6–4, 6–0                                       | Maria Sakkariová                          | Marta Kosťuková Coco Gauffová                | Caroline Wozniacká Anastasija Potapovová Jüan Jüe Emma Navarrová        |
| 4. března 11. března  | BNP Paribas Open Indian Wells, Spojené státy WTA 1000 tvrdý – 9 258 080 $ – 96D/48Q/32Č dvouhra • čtyřhra • mix | Sie Šu-wej Elise Mertensová 6–3, 6–4                          | Storm Hunterová Kateřina Siniaková        | Marta Kosťuková Coco Gauffová                | Caroline Wozniacká Anastasija Potapovová Jüan Jüe Emma Navarrová        |
| 4. března 11. března  | BNP Paribas Open Indian Wells, Spojené státy WTA 1000 tvrdý – 9 258 080 $ – 96D/48Q/32Č dvouhra • čtyřhra • mix | Storm Hunterová Matthew Ebden 6–3, 6–3                        | Caroline Garciaová Édouard Roger-Vasselin | Marta Kosťuková Coco Gauffová                | Caroline Wozniacká Anastasija Potapovová Jüan Jüe Emma Navarrová        |
| 18. března 25. března | Miami Open Miami, Spojené státy WTA 1000 tvrdý – 8 770 480 $ – 96D/48Q/32Č dvouhra • čtyřhra                    | Danielle Collinsová 7–5, 6–3                                  | Jelena Rybakinová                         | Jekatěrina Alexandrovová Viktoria Azarenková | Jessica Pegulaová Caroline Garciaová Maria Sakkariová Julia Putincevová |
| 18. března 25. března | Miami Open Miami, Spojené státy WTA 1000 tvrdý – 8 770 480 $ – 96D/48Q/32Č dvouhra • čtyřhra                    | Sofia Keninová Bethanie Mattek-Sandsová 4–6, 7–6(7–5), [11–9] | Gabriela Dabrowská Erin Routliffeová      | Jekatěrina Alexandrovová Viktoria Azarenková | Jessica Pegulaová Caroline Garciaová Maria Sakkariová Julia Putincevová |

### Duben
| Týden od            | Turnaj | Vítězky | Finalistky                                                                      | Semifinalistky                         | Čtvrtfinalistky                                                                   |
| ------------------- | --- | --- | ------------------------------------------------------------------------------- | -------------------------------------- | --------------------------------------------------------------------------------- |
| 1. dubna            | Credit One Charleston Open Charleston, Spojené státy WTA 500 antuka (zelená) – 922 573 $ 56D/24Q/16Č dvouhra • čtyřhra | Danielle Collinsová 6–2, 6–1 | Darja Kasatkinová                                                               | Jessica Pegulaová Maria Sakkariová     | Viktoria Azarenková Jaqueline Cristianová Veronika Kuděrmetovová Elise Mertensová |
| 1. dubna            | Credit One Charleston Open Charleston, Spojené státy WTA 500 antuka (zelená) – 922 573 $ 56D/24Q/16Č dvouhra • čtyřhra | Ashlyn Kruegerová Sloane Stephensová 1–6, 6–3, [10–7]                                                                              | Ljudmyla Kičenoková Nadija Kičenoková                                           | Jessica Pegulaová Maria Sakkariová     | Viktoria Azarenková Jaqueline Cristianová Veronika Kuděrmetovová Elise Mertensová |
| 1. dubna            | Copa Colsanitas Zurich Bogota, Kolumbie WTA 250 antuka – 267 082 $ – 32D/24Q/16Č dvouhra • čtyřhra | Camila Osoriová 6–3, 7–6(7–5) | Marie Bouzková                                                                  | Kamilla Rachimovová Sara Erraniová     | Laura Siegemundová Cristina Bucșová Irina Baraová Tatjana Mariová                 |
| 1. dubna            | Copa Colsanitas Zurich Bogota, Kolumbie WTA 250 antuka – 267 082 $ – 32D/24Q/16Č dvouhra • čtyřhra | Cristina Bucșová Kamilla Rachimovová 7–6(7–5), 3–6, [10–8]                                                                         | Anna Bondárová Irina Chromačovová                                               | Kamilla Rachimovová Sara Erraniová     | Laura Siegemundová Cristina Bucșová Irina Baraová Tatjana Mariová                 |
| 8. dubna            | Billie Jean King Cup, kvalifikační kolo Brisbane, Austrálie – tvrdý Biel, Švýcarsko – tvrdý (h) Le Portel, Francie – antuka (h) Orlando, Spojené státy – tvrdý Tokio, Japonsko – tvrdý (h) São Paulo, Brazílie – antuka (h) Bratislava, Slovensko – tvrdý (h) Fernandina Beach, Spojené státy (N) – antuka | Vítězové Austrálie, 4–0 Polsko, 4–0 Velká Británie, 3–1 Spojené státy, 4–0 Japonsko, 3–1 Německo, 3–1 Slovensko, 4–0 Rumunsko, 3–2 | Poražení Mexiko Švýcarsko Francie Belgie Kazachstán Brazílie Slovinsko Ukrajina |                                        |                                                                                   |
| 15. dubna           | Porsche Tennis Grand Prix Stuttgart, Německo WTA 500 antuka (h) – 922 573 $ – 28D/16Q/16Č dvouhra • čtyřhra | Jelena Rybakinová 6–2, 6–2 | Marta Kosťuková                                                                 | Iga Świąteková Markéta Vondroušová     | Emma Raducanuová Jasmine Paoliniová Coco Gauffová Aryna Sabalenková               |
| 15. dubna           | Porsche Tennis Grand Prix Stuttgart, Německo WTA 500 antuka (h) – 922 573 $ – 28D/16Q/16Č dvouhra • čtyřhra | Čan Chao-čching Veronika Kuděrmetovová 4–6, 6–3, [10–2]                                                                            | Ulrikke Eikeriová Ingrid Neelová                                                | Iga Świąteková Markéta Vondroušová     | Emma Raducanuová Jasmine Paoliniová Coco Gauffová Aryna Sabalenková               |
| 15. dubna           | Open Capfinances Rouen Métropole Rouen, Francie WTA 250 antuka (h) – 267 082 $ – 32D/16Q/16Č dvouhra • čtyřhra | Sloane Stephensová 6–1, 2–6, 6–2                                                                                                   | Magda Linetteová                                                                | Anhelina Kalininová Caroline Garciaová | Arantxa Rusová Mirra Andrejevová Jüan Jüe Elena-Gabriela Ruseová                  |
| 15. dubna           | Open Capfinances Rouen Métropole Rouen, Francie WTA 250 antuka (h) – 267 082 $ – 32D/16Q/16Č dvouhra • čtyřhra | Tímea Babosová Irina Chromačovová 6–3, 6–4                                                                                         | Naiktha Bainsová Maia Lumsdenová                                                | Anhelina Kalininová Caroline Garciaová | Arantxa Rusová Mirra Andrejevová Jüan Jüe Elena-Gabriela Ruseová                  |
| 22. dubna 29. dubna | Mutua Madrid Open Madrid, Španělsko WTA 1000 antuka – 7 679 965 € – 96D/32Q/32Č dvouhra • čtyřhra | Iga Świąteková 7–5, 4–6, 7–6(9–7)                                                                                                  | Aryna Sabalenková                                                               | Madison Keysová Jelena Rybakinová      | Beatriz Haddad Maiová Ons Džabúrová Julia Putincevová Mirra Andrejevová           |
| 22. dubna 29. dubna | Mutua Madrid Open Madrid, Španělsko WTA 1000 antuka – 7 679 965 € – 96D/32Q/32Č dvouhra • čtyřhra | Cristina Bucșová Sara Sorribes Tormová 6–0, 6–2                                                                                    | Barbora Krejčíková Laura Siegemundová                                           | Madison Keysová Jelena Rybakinová      | Beatriz Haddad Maiová Ons Džabúrová Julia Putincevová Mirra Andrejevová           |

### Květen
| Týden od             | Turnaj | Vítězky                                               | Finalistky                          | Semifinalistky                           | Čtvrtfinalistky                                                                      |
| -------------------- | --- | ----------------------------------------------------- | ----------------------------------- | ---------------------------------------- | ------------------------------------------------------------------------------------ |
| 6. května 13. května | Internazionali BNL d'Italia Řím, Itálie WTA 1000 antuka – 4 791 105 € – 96D/32Q/32Č dvouhra • čtyřhra             | Iga Świąteková 6–2, 6–3                               | Aryna Sabalenková                   | Coco Gauffová Danielle Collinsová        | Madison Keysová Čeng Čchin-wen Viktoria Azarenková Jeļena Ostapenková                |
| 6. května 13. května | Internazionali BNL d'Italia Řím, Itálie WTA 1000 antuka – 4 791 105 € – 96D/32Q/32Č dvouhra • čtyřhra             | Sara Erraniová Jasmine Paoliniová 6–3, 4–6, [10–8]    | Coco Gauffová Erin Routliffeová     | Coco Gauffová Danielle Collinsová        | Madison Keysová Čeng Čchin-wen Viktoria Azarenková Jeļena Ostapenková                |
| 20. května           | Internationaux de Strasbourg Štrasburk, Francie WTA 500 antuka – 922 573 $ – 32D/24Q/16Č dvouhra • čtyřhra        | Madison Keysová 6–1, 6–2                              | Danielle Collinsová                 | Anhelina Kalininová Ljudmila Samsonovová | Markéta Vondroušová Clara Burelová Magda Linetteová Beatriz Haddad Maiová            |
| 20. května           | Internationaux de Strasbourg Štrasburk, Francie WTA 500 antuka – 922 573 $ – 32D/24Q/16Č dvouhra • čtyřhra        | Cristina Bucșová Monica Niculescuová 3–6, 6–4, [10–6] | Asia Muhammadová Aldila Sutjiadiová | Anhelina Kalininová Ljudmila Samsonovová | Markéta Vondroušová Clara Burelová Magda Linetteová Beatriz Haddad Maiová            |
| 20. května           | Grand Prix SAR La Princesse Lalla Meryem Rabat, Maroko WTA 250 antuka – 267 082 $ – 32D/24Q/16Č dvouhra • čtyřhra | Peyton Stearnsová 6–2, 6–1                            | Majar Šarífová                      | Kamilla Rachimovová Viktorija Tomovová   | Elisabetta Cocciarettová Sara Sorribes Tormová Lucia Bronzettiová Laura Siegemundová |
| 20. května           | Grand Prix SAR La Princesse Lalla Meryem Rabat, Maroko WTA 250 antuka – 267 082 $ – 32D/24Q/16Č dvouhra • čtyřhra | Irina Chromačovová Jana Sizikovová 6–3, 6–2           | Anna Danilinová Sü I-fan            | Kamilla Rachimovová Viktorija Tomovová   | Elisabetta Cocciarettová Sara Sorribes Tormová Lucia Bronzettiová Laura Siegemundová |
| 27. května 3. června | Roland-Garros Paříž, Francie Grand Slam antuka – 24 961 000 € 128D/64Č/32X dvouhra • čtyřhra • mix                | Iga Świąteková 6–2, 6–1                               | Jasmine Paoliniová                  | Coco Gauffová Mirra Andrejevová          | Markéta Vondroušová Ons Džabúrová Jelena Rybakinová Aryna Sabalenková                |
| 27. května 3. června | Roland-Garros Paříž, Francie Grand Slam antuka – 24 961 000 € 128D/64Č/32X dvouhra • čtyřhra • mix                | Coco Gauffová Kateřina Siniaková 7–6(7–5), 6–3        | Sara Erraniová Jasmine Paoliniová   | Coco Gauffová Mirra Andrejevová          | Markéta Vondroušová Ons Džabúrová Jelena Rybakinová Aryna Sabalenková                |
| 27. května 3. června | Roland-Garros Paříž, Francie Grand Slam antuka – 24 961 000 € 128D/64Č/32X dvouhra • čtyřhra • mix                | Laura Siegemundová Édouard Roger-Vasselin 6–4, 7–5    | Desirae Krawczyková Neal Skupski    | Coco Gauffová Mirra Andrejevová          | Markéta Vondroušová Ons Džabúrová Jelena Rybakinová Aryna Sabalenková                |

### Červen
| Týden od   | Turnaj | Vítězky                                                      | Finalistky                             | Semifinalistky                                 | Čtvrtfinalistky                                                              |
| ---------- | --- | ------------------------------------------------------------ | -------------------------------------- | ---------------------------------------------- | ---------------------------------------------------------------------------- |
| 10. června | Libéma Open 's-Hertogenbosch, Nizozemsko WTA 250 tráva – 267 082 $ – 32D/24Q/16Č dvouhra • čtyřhra              | Ljudmila Samsonovová 4–6, 6–3, 7–5                           | Bianca Andreescuová                    | Dalma Gálfiová Jekatěrina Alexandrovová        | Aleksandra Krunićová Naomi Ósakaová Robin Montgomeryová Greet Minnenová      |
| 10. června | Libéma Open 's-Hertogenbosch, Nizozemsko WTA 250 tráva – 267 082 $ – 32D/24Q/16Č dvouhra • čtyřhra              | Ingrid Neelová Bibiane Schoofsová 7–6(8–6), 6–3              | Tereza Mihalíková Olivia Nichollsová   | Dalma Gálfiová Jekatěrina Alexandrovová        | Aleksandra Krunićová Naomi Ósakaová Robin Montgomeryová Greet Minnenová      |
| 10. června | Rothesay Open Nottingham, Spojené království WTA 250 tráva – 267 082 $ – 32D/24Q/16Č dvouhra • čtyřhra          | Katie Boulterová 4–6, 6–3, 6–2                               | Karolína Plíšková                      | Diane Parryová Emma Raducanuová                | Ons Džabúrová Kimberly Birrellová Magdalena Fręchová Francesca Jonesová      |
| 10. června | Rothesay Open Nottingham, Spojené království WTA 250 tráva – 267 082 $ – 32D/24Q/16Č dvouhra • čtyřhra          | Gabriela Dabrowská Erin Routliffeová 5–7, 6–3, [11–9]        | Harriet Dartová Diane Parryová         | Diane Parryová Emma Raducanuová                | Ons Džabúrová Kimberly Birrellová Magdalena Fręchová Francesca Jonesová      |
| 17. června | ecotrans Ladies Open Berlín, Německo WTA 500 tráva – 802 237 € – 32D/24Q/16Č dvouhra • čtyřhra                  | Jessica Pegulaová 6–7(0–7), 6–4, 7–6(7–3)                    | Anna Kalinská                          | Coco Gauffová Viktoria Azarenková              | Ons Džabúrová Kateřina Siniaková Jelena Rybakinová Aryna Sabalenková         |
| 17. června | ecotrans Ladies Open Berlín, Německo WTA 500 tráva – 802 237 € – 32D/24Q/16Č dvouhra • čtyřhra                  | Wang Sin-jü Čeng Saj-saj 6-2, 7-5                            | Čan Chao-čching Veronika Kuděrmetovová | Coco Gauffová Viktoria Azarenková              | Ons Džabúrová Kateřina Siniaková Jelena Rybakinová Aryna Sabalenková         |
| 17. června | Rothesay Classic Birmingham, Spojené království WTA 250 tráva – 267 082 $ – 32D/24Q/16Č dvouhra • čtyřhra       | Julia Putincevová 6–1, 7–6(10–8)                             | Ajla Tomljanovićová                    | Elisabetta Cocciarettová Anastasija Potapovová | Diana Šnajderová Caroline Dolehideová Leylah Fernandezová Barbora Krejčíková |
| 17. června | Rothesay Classic Birmingham, Spojené království WTA 250 tráva – 267 082 $ – 32D/24Q/16Č dvouhra • čtyřhra       | Sie Šu-wej Elise Mertensová 6–1, 6–3                         | Miju Katová Čang Šuaj                  | Elisabetta Cocciarettová Anastasija Potapovová | Diana Šnajderová Caroline Dolehideová Leylah Fernandezová Barbora Krejčíková |
| 24. června | Rothesay International Eastbourne, Spojené království WTA 500 tráva – 922 573 $ – 32D/24Q/16Č dvouhra • čtyřhra | Darja Kasatkinová 6–3, 6–4                                   | Leylah Fernandezová                    | Madison Keysová Jasmine Paoliniová             | Harriet Dartová Karolína Muchová Katie Boulterová Emma Raducanuová           |
| 24. června | Rothesay International Eastbourne, Spojené království WTA 500 tráva – 922 573 $ – 32D/24Q/16Č dvouhra • čtyřhra | Ljudmyla Kičenoková Jeļena Ostapenková 5–7, 7–6(7–2), [10–8] | Gabriela Dabrowská Erin Routliffeová   | Madison Keysová Jasmine Paoliniová             | Harriet Dartová Karolína Muchová Katie Boulterová Emma Raducanuová           |
| 24. června | Bad Homburg Open Bad Homburg, Německo WTA 500 tráva – 802 237 € – 32D/24Q/16Č dvouhra • čtyřhra                 | Diana Šnajderová 6–3, 2–6, 6–3                               | Donna Vekićová                         | Emma Navarrová Viktorija Tomovová              | Paula Badosová Caroline Wozniacká Anna Blinkovová Kateřina Siniaková         |
| 24. června | Bad Homburg Open Bad Homburg, Německo WTA 500 tráva – 802 237 € – 32D/24Q/16Č dvouhra • čtyřhra                 | Nicole Melichar-Martinezová Ellen Perezová 4–6, 6–3, [10–8]  | Čan Chao-čching Veronika Kuděrmetovová | Emma Navarrová Viktorija Tomovová              | Paula Badosová Caroline Wozniacká Anna Blinkovová Kateřina Siniaková         |

### Červenec
| Týden od                | Turnaj | Vítězky                                                  | Finalistky                                      | Semifinalistky                                         | Čtvrtfinalistky                                                             |
| ----------------------- | --- | -------------------------------------------------------- | ----------------------------------------------- | ------------------------------------------------------ | --------------------------------------------------------------------------- |
| 1. července 8. července | Wimbledon Londýn, Spojené království Grand Slam tráva – 20 747 000 £ 128D/128Q/64Č/32X dvouhra • čtyřhra • mix  | Barbora Krejčíková 6–2, 2–6, 6–4                         | Jasmine Paoliniová                              | Jelena Rybakinová Donna Vekićová                       | Jeļena Ostapenková Elina Svitolinová Lulu Sunová Emma Navarrová             |
| 1. července 8. července | Wimbledon Londýn, Spojené království Grand Slam tráva – 20 747 000 £ 128D/128Q/64Č/32X dvouhra • čtyřhra • mix  | Kateřina Siniaková Taylor Townsendová 7–6(7–5), 7–6(7–1) | Gabriela Dabrowská Erin Routliffeová            | Jelena Rybakinová Donna Vekićová                       | Jeļena Ostapenková Elina Svitolinová Lulu Sunová Emma Navarrová             |
| 1. července 8. července | Wimbledon Londýn, Spojené království Grand Slam tráva – 20 747 000 £ 128D/128Q/64Č/32X dvouhra • čtyřhra • mix  | Sie Šu-wej Jan Zieliński 6–4, 6–2                        | Giuliana Olmosová Santiago González             | Jelena Rybakinová Donna Vekićová                       | Jeļena Ostapenková Elina Svitolinová Lulu Sunová Emma Navarrová             |
| 15. července            | 35^Palermo Ladies Open Palermo, Itálie WTA 250 antuka – 232 244 € – 32D/24Q/16Č dvouhra • čtyřhra               | Čeng Čchin-wen 6–4, 4–6, 6–2                             | Karolína Muchová                                | Diane Parryová Irina-Camelia Beguová                   | Jaqueline Cristianová Chloé Paquetová Ann Liová Astra Sharmaová             |
| 15. července            | 35^Palermo Ladies Open Palermo, Itálie WTA 250 antuka – 232 244 € – 32D/24Q/16Č dvouhra • čtyřhra               | Alexandra Panovová Jana Sizikovová 4–6, 6–3, [10–5]      | Yvonne Cavallé Reimersová Aurora Zantedeschiová | Diane Parryová Irina-Camelia Beguová                   | Jaqueline Cristianová Chloé Paquetová Ann Liová Astra Sharmaová             |
| 15. července            | Hungarian Grand Prix Budapešť, Maďarsko WTA 250 antuka – 232 244 € – 32D/24Q/16Č dvouhra • čtyřhra              | Diana Šnajderová 6–4, 6–4                                | Aljaksandra Sasnovičová                         | Eva Lysová Anna Karolína Schmiedlová                   | Ella Seidelová Rebecca Šramková Elina Avanesjanová Suzan Lamensová          |
| 15. července            | Hungarian Grand Prix Budapešť, Maďarsko WTA 250 antuka – 232 244 € – 32D/24Q/16Č dvouhra • čtyřhra              | Katarzyna Piterová Fanny Stollárová 6–3, 3–6, [10–3]     | Anna Danilinová Irina Chromačovová              | Eva Lysová Anna Karolína Schmiedlová                   | Ella Seidelová Rebecca Šramková Elina Avanesjanová Suzan Lamensová          |
| 22. července            | UniCredit Iași Open Jasy, Rumunsko WTA 250 antuka – 232 244 € – 31D/24Q/16Č dvouhra • čtyřhra                   | Mirra Andrejevová 5–7, 7–5, 4–0skreč                     | Elina Avanesjanová                              | Olga Danilovićová Chloé Paquetová                      | Lea Boškovićová Anna Bondárová Jaqueline Cristianová Séléna Janicijevicová  |
| 22. července            | UniCredit Iași Open Jasy, Rumunsko WTA 250 antuka – 232 244 € – 31D/24Q/16Č dvouhra • čtyřhra                   | Anna Danilinová Irina Chromačovová 6–4, 6–2              | Alexandra Panovová Jana Sizikovová              | Olga Danilovićová Chloé Paquetová                      | Lea Boškovićová Anna Bondárová Jaqueline Cristianová Séléna Janicijevicová  |
| 22. července            | Livesport Prague Open Praha, Česko WTA 250 antuka – 267 082 $ – 32D/24Q/16Č dvouhra • čtyřhra                   | Magda Linetteová 6–2, 6–1                                | Magdalena Fręchová                              | Linda Nosková Laura Samson                             | Ella Seidelová Viktorija Tomovová Anhelina Kalininová Oxana Selechmetěvová  |
| 22. července            | Livesport Prague Open Praha, Česko WTA 250 antuka – 267 082 $ – 32D/24Q/16Č dvouhra • čtyřhra                   | Barbora Krejčíková Kateřina Siniaková 6–3, 6–3           | Bethanie Mattek-Sandsová Lucie Šafářová         | Linda Nosková Laura Samson                             | Ella Seidelová Viktorija Tomovová Anhelina Kalininová Oxana Selechmetěvová  |
| 29. července            | Letní olympijské hry Paříž, Francie antuka – 64D/32Č/16X dvouhra • čtyřhra • mix                                | Zlatá medaile                                            | Stříbrná medaile                                | Bronzová medaile                                       | 4. místo                                                                    |
| 29. července            | Letní olympijské hry Paříž, Francie antuka – 64D/32Č/16X dvouhra • čtyřhra • mix                                | Čeng Čchin-wen 6–2, 6–3                                  | Donna Vekićová                                  | Iga Świąteková 6–2, 6–1                                | Anna Karolína Schmiedlová                                                   |
| 29. července            | Letní olympijské hry Paříž, Francie antuka – 64D/32Č/16X dvouhra • čtyřhra • mix                                | Sara Erraniová Jasmine Paoliniová 2–6, 6–1, [10–7]       | Mirra Andrejevová Diana Šnajderová              | Cristina Bucșová Sara Sorribes Tormová 6–2, 6–2        | Karolína Muchová Linda Nosková                                              |
| 29. července            | Letní olympijské hry Paříž, Francie antuka – 64D/32Č/16X dvouhra • čtyřhra • mix                                | Kateřina Siniaková Tomáš Macháč 6–2, 5–7, [10–8]         | Wang Sin-jü Čeng Čchin-wen                      | Gabriela Dabrowská Félix Auger-Aliassime 6–3, 7–6(7–2) | Demi Schuursová Wesley Koolhof                                              |
| 29. července            | Mubadala Citi DC Open Washington, D.C., Spojené státy WTA 500 tvrdý – 922 573 $ – 28D/16Q/16Č dvouhra • čtyřhra | Paula Badosová 6–1, 4–6, 6–4                             | Marie Bouzková                                  | Aryna Sabalenková Caroline Dolehideová                 | Viktoria Azarenková Robin Montgomeryová Emma Raducanuová Amanda Anisimovová |
| 29. července            | Mubadala Citi DC Open Washington, D.C., Spojené státy WTA 500 tvrdý – 922 573 $ – 28D/16Q/16Č dvouhra • čtyřhra | Asia Muhammadová Taylor Townsendová 7–6(7–0), 6–3        | Ťiang Sin-jü Wu Fang-sien                       | Aryna Sabalenková Caroline Dolehideová                 | Viktoria Azarenková Robin Montgomeryová Emma Raducanuová Amanda Anisimovová |

### Srpen
| Týden od          | Turnaj | Vítězky                                                        | Finalistky                            | Semifinalistky                           | Čtvrtfinalistky                                                                       |
| ----------------- | --- | -------------------------------------------------------------- | ------------------------------------- | ---------------------------------------- | ------------------------------------------------------------------------------------- |
| 5. srpna          | National Bank Open Toronto, Kanada WTA 1000 tvrdý – 3 211 715 $ – 56D/32Q/28Č dvouhra • čtyřhra           | Jessica Pegulaová 6–3, 2–6, 6–1                                | Amanda Anisimovová                    | Diana Šnajderová Emma Navarrová          | Ljudmila Samsonovová Peyton Stearnsová Taylor Townsendová Aryna Sabalenková           |
| 5. srpna          | National Bank Open Toronto, Kanada WTA 1000 tvrdý – 3 211 715 $ – 56D/32Q/28Č dvouhra • čtyřhra           | Caroline Dolehideová Desirae Krawczyková 7–6(7–2), 3–6, [10–7] | Gabriela Dabrowská Erin Routliffeová  | Diana Šnajderová Emma Navarrová          | Ljudmila Samsonovová Peyton Stearnsová Taylor Townsendová Aryna Sabalenková           |
| 12. srpna         | Cincinnati Open Cincinnati, Spojené státy WTA 1000 tvrdý – 3 211 715 $ – 56D/32Q/28Č dvouhra • čtyřhra    | Aryna Sabalenková 6–3, 7–5                                     | Jessica Pegulaová                     | Iga Świąteková Paula Badosová            | Mirra Andrejevová Ljudmila Samsonovová Leylah Fernandezová Anastasija Pavljučenkovová |
| 12. srpna         | Cincinnati Open Cincinnati, Spojené státy WTA 1000 tvrdý – 3 211 715 $ – 56D/32Q/28Č dvouhra • čtyřhra    | Asia Muhammadová Erin Routliffeová 3–6, 6–1, [10–4]            | Leylah Fernandezová Julia Putincevová | Iga Świąteková Paula Badosová            | Mirra Andrejevová Ljudmila Samsonovová Leylah Fernandezová Anastasija Pavljučenkovová |
| 19. srpna         | Abierto GNP Seguros Monterrey, Mexiko WTA 500 tvrdý – 922 573 $ – 28D/24Q/16Č dvouhra • čtyřhra           | Linda Nosková 7–6(8–6), 6–4                                    | Lulu Sunová                           | Jekatěrina Alexandrovová Emma Navarrová  | Erika Andrejevová Jüan Jüe Elina Svitolinová Magdalena Fręchová                       |
| 19. srpna         | Abierto GNP Seguros Monterrey, Mexiko WTA 500 tvrdý – 922 573 $ – 28D/24Q/16Č dvouhra • čtyřhra           | Kuo Chan-jü Monica Niculescuová 3–6, 6–3, [10–4]               | Giuliana Olmosová Alexandra Panovová  | Jekatěrina Alexandrovová Emma Navarrová  | Erika Andrejevová Jüan Jüe Elina Svitolinová Magdalena Fręchová                       |
| 19. srpna         | Tennis in the Land Cleveland, Spojené státy WTA 250 tvrdý – 267 082 $ – 32D/24Q/16Č dvouhra • čtyřhra     | McCartney Kesslerová 1–6, 6–1, 7–5                             | Beatriz Haddad Maiová                 | Kateřina Siniaková Anastasija Potapovová | Clara Burelová Peyton Stearnsová Arantxa Rusová Ana Bogdanová                         |
| 19. srpna         | Tennis in the Land Cleveland, Spojené státy WTA 250 tvrdý – 267 082 $ – 32D/24Q/16Č dvouhra • čtyřhra     | Cristina Bucșová Sü I-fan 3–6, 6–3, [10–6]                     | Šúko Aojamová Eri Hozumiová           | Kateřina Siniaková Anastasija Potapovová | Clara Burelová Peyton Stearnsová Arantxa Rusová Ana Bogdanová                         |
| 26. srpna 2. září | US Open New York, Spojené státy Grand Slam tvrdý – 33 977 000 $ 128D/128Q/64Č/32X dvouhra • čtyřhra • mix | Aryna Sabalenková 7–5, 7–5                                     | Jessica Pegulaová                     | Karolína Muchová Emma Navarrová          | Iga Świąteková Beatriz Haddad Maiová Paula Badosová Čeng Čchin-wen                    |
| 26. srpna 2. září | US Open New York, Spojené státy Grand Slam tvrdý – 33 977 000 $ 128D/128Q/64Č/32X dvouhra • čtyřhra • mix | Ljudmyla Kičenoková Jeļena Ostapenková 6–4, 6–3                | Kristina Mladenovicová Čang Šuaj      | Karolína Muchová Emma Navarrová          | Iga Świąteková Beatriz Haddad Maiová Paula Badosová Čeng Čchin-wen                    |
| 26. srpna 2. září | US Open New York, Spojené státy Grand Slam tvrdý – 33 977 000 $ 128D/128Q/64Č/32X dvouhra • čtyřhra • mix | Sara Erraniová Andrea Vavassori 7–6(7–0), 7–5                  | Taylor Townsendová Donald Young       | Karolína Muchová Emma Navarrová          | Iga Świąteková Beatriz Haddad Maiová Paula Badosová Čeng Čchin-wen                    |

### Záři
| Týden od          | Turnaj                                                                                               | Vítězky                                                   | Finalistky                               | Semifinalistky                          | Čtvrtfinalistky                                                               |
| ----------------- | --- | --------------------------------------------------------- | ---------------------------------------- | --------------------------------------- | ----------------------------------------------------------------------------- |
| 9. září           | Guadalajara Open Akron Guadalajara, Mexiko WTA 500 tvrdý – 922 573 $ – 28D/24Q/16Č dvouhra • čtyřhra | Magdalena Fręchová 7–6(7–5), 6–4                          | Olivia Gadecká                           | Caroline Garciaová Camila Osoriová      | Marina Stakusicová Marie Bouzková Kamilla Rachimovová Martina Trevisanová     |
| 9. září           | Guadalajara Open Akron Guadalajara, Mexiko WTA 500 tvrdý – 922 573 $ – 28D/24Q/16Č dvouhra • čtyřhra | Anna Danilinová Irina Chromačovová 2–6, 7–5, [10–7]       | Oxana Kalašnikovová Kamilla Rachimovová  | Caroline Garciaová Camila Osoriová      | Marina Stakusicová Marie Bouzková Kamilla Rachimovová Martina Trevisanová     |
| 9. září           | Jasmin Open Monastir, Tunisko WTA 250 tvrdý – 267 082 $ – 32D/24Q/16Č dvouhra • čtyřhra              | Sonay Kartalová 6–3, 7–5                                  | Rebecca Šramková                         | Eva Lysová Lucia Bronzettiová           | Zeynep Sönmezová Julija Starodubcevová Antonia Ružićová Sara Sorribes Tormová |
| 9. září           | Jasmin Open Monastir, Tunisko WTA 250 tvrdý – 267 082 $ – 32D/24Q/16Č dvouhra • čtyřhra              | Anna Blinkovová Majar Šarífová 2–6, 6–1, [10–8]           | Alina Kornějevová Anastasija Zacharovová | Eva Lysová Lucia Bronzettiová           | Zeynep Sönmezová Julija Starodubcevová Antonia Ružićová Sara Sorribes Tormová |
| 16. září          | Korea Open Soul, Jižní Korea WTA 500 tvrdý – 32D/24Q/16Č dvouhra • čtyřhra                           | Beatriz Haddad Maiová 1–6, 6–4, 6–1                       | Darja Kasatkinová                        | Diana Šnajderová Veronika Kuděrmetovová | Emma Raducanuová Marta Kosťuková Polina Kuděrmetovová Viktorija Tomovová      |
| 16. září          | Korea Open Soul, Jižní Korea WTA 500 tvrdý – 32D/24Q/16Č dvouhra • čtyřhra                           | Nicole Melichar-Martinezová Ljudmila Samsonovová 6–1, 6–0 | Miju Katová Čang Šuaj                    | Diana Šnajderová Veronika Kuděrmetovová | Emma Raducanuová Marta Kosťuková Polina Kuděrmetovová Viktorija Tomovová      |
| 16. září          | Thailand Open II Chua Chin, Thajsko WTA 250 tvrdý – 267 082 $ – 32D/21Q/16Č dvouhra • čtyřhra        | Rebecca Šramková 6–4, 6–4                                 | Laura Siegemundová                       | Arianne Hartonová Tamara Zidanšeková    | Mai Hontamová Rebeka Masárová Jana Fettová Nadia Podoroská                    |
| 16. září          | Thailand Open II Chua Chin, Thajsko WTA 250 tvrdý – 267 082 $ – 32D/21Q/16Č dvouhra • čtyřhra        | Anna Danilinová Irina Chromačovová 6–4, 7–5               | Eudice Chongová Mojuka Učidžimová        | Arianne Hartonová Tamara Zidanšeková    | Mai Hontamová Rebeka Masárová Jana Fettová Nadia Podoroská                    |
| 23. září 30. září | China Open Peking, Čína WTA 1000 tvrdý – 8 955 610 $ – 96D/48Q/32Č dvouhra • čtyřhra                 | Coco Gauffová 6–1, 6–3                                    | Karolína Muchová                         | Čeng Čchin-wen Paula Badosová           | Aryna Sabalenková Mirra Andrejevová Julija Starodubcevová Čang Šuaj           |
| 23. září 30. září | China Open Peking, Čína WTA 1000 tvrdý – 8 955 610 $ – 96D/48Q/32Č dvouhra • čtyřhra                 | Sara Erraniová Jasmine Paoliniová 6–4, 6–4                | Čan Chao-čching Veronika Kuděrmetovová   | Čeng Čchin-wen Paula Badosová           | Aryna Sabalenková Mirra Andrejevová Julija Starodubcevová Čang Šuaj           |

### Říjen
| Týden od  | Turnaj                                                                                                  | Vítězky                                              | Finalistky                                 | Semifinalistky                         | Čtvrtfinalistky                                                                 |
| --------- | --- | ---------------------------------------------------- | ------------------------------------------ | -------------------------------------- | ------------------------------------------------------------------------------- |
| 7. října  | Dongfeng Voyah • Wuhan Open Wu-chan, Čína WTA 1000 tvrdý – 3 221 715 $ – 56D/24Q/28Č dvouhra • čtyřhra  | Aryna Sabalenková 6–3, 5–7, 6–3                      | Čeng Čchin-wen                             | Coco Gauffová Wang Sin-jü              | Magdalena Fręchová Magda Linetteová Jasmine Paoliniová Jekatěrina Alexandrovová |
| 7. října  | Dongfeng Voyah • Wuhan Open Wu-chan, Čína WTA 1000 tvrdý – 3 221 715 $ – 56D/24Q/28Č dvouhra • čtyřhra  | Anna Danilinová Irina Chromačovová 6–3, 7–6(8–6)     | Asia Muhammadová Jessica Pegulaová         | Coco Gauffová Wang Sin-jü              | Magdalena Fręchová Magda Linetteová Jasmine Paoliniová Jekatěrina Alexandrovová |
| 14. října | Ningbo Open Ning-po, Čína WTA 500 tvrdý – 922 573 $ – 28D/24Q/16Č dvouhra • čtyřhra                     | Darja Kasatkinová 6–0, 4–6, 6–4                      | Mirra Andrejevová                          | Paula Badosová Karolína Muchová        | Beatriz Haddad Maiová Julia Putincevová Barbora Krejčíková Anna Kalinská        |
| 14. října | Ningbo Open Ning-po, Čína WTA 500 tvrdý – 922 573 $ – 28D/24Q/16Č dvouhra • čtyřhra                     | Demi Schuursová Jüan Jüe 6–3, 6–3                    | Nicole Melichar-Martinezová Ellen Perezová | Paula Badosová Karolína Muchová        | Beatriz Haddad Maiová Julia Putincevová Barbora Krejčíková Anna Kalinská        |
| 14. října | Kinoshita Group Japan Open Ósaka, Japonsko WTA 250 tvrdý – 267 080 $ – 32D/24Q/16Č dvouhra • čtyřhra    | Suzan Lamensová 6–0, 6–4                             | Kimberly Birrellová                        | Aoi Itóová Diane Parryová              | Eva Lysová Sara Saitóová Ana Bogdanová Clara Tausonová                          |
| 14. října | Kinoshita Group Japan Open Ósaka, Japonsko WTA 250 tvrdý – 267 080 $ – 32D/24Q/16Č dvouhra • čtyřhra    | Ena Šibaharaová Laura Siegemundová 3–6, 6–2, [10–2]  | Cristina Bucșová Monica Niculescuová       | Aoi Itóová Diane Parryová              | Eva Lysová Sara Saitóová Ana Bogdanová Clara Tausonová                          |
| 21. října | Toray Pan Pacific Open Tennis Tokio, Japonsko WTA 500 tvrdý – 922 573 $ – 32D/24Q/16Č dvouhra • čtyřhra | Čeng Čchin-wen 7–6(7–5), 6–3                         | Sofia Keninová                             | Diana Šnajderová Katie Boulterová      | Leylah Fernandezová Sajaka Išiiová Darja Kasatkinová Bianca Andreescuová        |
| 21. října | Toray Pan Pacific Open Tennis Tokio, Japonsko WTA 500 tvrdý – 922 573 $ – 32D/24Q/16Č dvouhra • čtyřhra | Šúko Aojamová Eri Hozumiová 6–4, 7–6(7–3)            | Ena Šibaharaová Laura Siegemundová         | Diana Šnajderová Katie Boulterová      | Leylah Fernandezová Sajaka Išiiová Darja Kasatkinová Bianca Andreescuová        |
| 21. října | Guangzhou Open Kanton, Čína WTA 250 tvrdý – 267 080 $ – 32D/24Q/16Č dvouhra • čtyřhra                   | Olga Danilovićová 6–3, 6–1                           | Caroline Dolehideová                       | Kateřina Siniaková Lucia Bronzettiová  | Bernarda Peraová Manančaja Savangkaeová Wang Si-jü Jéssica Bouzas Maneirová     |
| 21. října | Guangzhou Open Kanton, Čína WTA 250 tvrdý – 267 080 $ – 32D/24Q/16Č dvouhra • čtyřhra                   | Kateřina Siniaková Čang Šuaj 6–4, 6–1                | Katarzyna Piterová Fanny Stollárová        | Kateřina Siniaková Lucia Bronzettiová  | Bernarda Peraová Manančaja Savangkaeová Wang Si-jü Jéssica Bouzas Maneirová     |
| 28. října | Jiangxi Open Ťiou-ťiang, Čína WTA 250 tvrdý – 267 082 $ – 32D/24Q/16Č dvouhra • čtyřhra                 | Viktorija Golubicová 6–3, 7–5                        | Rebecca Šramková                           | Marie Bouzková Laura Siegemundová      | Kamilla Rachimovová Arantxa Rusová Manančaja Savangkaevová Martina Trevisanová  |
| 28. října | Jiangxi Open Ťiou-ťiang, Čína WTA 250 tvrdý – 267 082 $ – 32D/24Q/16Č dvouhra • čtyřhra                 | Kuo Chan-jü Mojuka Učidžimová 7–6(7–5), 7–5          | Katarzyna Piterová Fanny Stollárová        | Marie Bouzková Laura Siegemundová      | Kamilla Rachimovová Arantxa Rusová Manančaja Savangkaevová Martina Trevisanová  |
| 28. října | Mérida Open Akron Mérida, Mexiko WTA 250 tvrdý – 267 082 $ – 32D/24Q/14Č dvouhra • čtyřhra              | Zeynep Sönmezová 6–2, 6–1                            | Ann Liová                                  | Alina Kornějevová Polina Kuděrmetovová | Renata Zarazúová Sara Sorribes Tormová Jil Teichmannová Nina Stojanovićová      |
| 28. října | Mérida Open Akron Mérida, Mexiko WTA 250 tvrdý – 267 082 $ – 32D/24Q/14Č dvouhra • čtyřhra              | Quinn Gleasonová Ingrid Martinsová 6–4, 6–4          | Magali Kempenová Lara Saldenová            | Alina Kornějevová Polina Kuděrmetovová | Renata Zarazúová Sara Sorribes Tormová Jil Teichmannová Nina Stojanovićová      |
| 28. října | Hong Kong Tennis Open Hongkong, Čína WTA 250 tvrdý – 267 082 $ – 32D/24Q/16Č dvouhra • čtyřhra          | Diana Šnajderová 6–1, 6–2                            | Katie Boulterová                           | Leylah Fernandezová Jüan Jüe           | Suzan Lamensová Bernarda Peraová Sofia Keninová Anastasija Zacharovová          |
| 28. října | Hong Kong Tennis Open Hongkong, Čína WTA 250 tvrdý – 267 082 $ – 32D/24Q/16Č dvouhra • čtyřhra          | Ulrikke Eikeriová Makoto Ninomijová 6–4, 4–6, [11–9] | Šúko Aojamová Eri Hozumiová                | Leylah Fernandezová Jüan Jüe           | Suzan Lamensová Bernarda Peraová Sofia Keninová Anastasija Zacharovová          |

### Listopad
| Týden od      | Turnaj                                                                                         | Vítězky                                       | Finalistky                            | Semifinalistky                       | Čtvrtfinalistky                                                                                          |
| ------------- | ---------------------------------------------------------------------------------------------- | --------------------------------------------- | ------------------------------------- | ------------------------------------ | --- |
| 4. listopadu  | WTA Finals Rijád, Saúdská Arábie WTA Finals tvrdý (h) – 15 250 000 $ – 8D/8Č dvouhra • čtyřhra | Coco Gauffová 3–6, 6–4, 7–6(7–2)              | Čeng Čchin-wen                        | Aryna Sabalenková Barbora Krejčíková | Základní skupina Jasmine Paoliniová Jelena Rybakinová Iga Świąteková Darja Kasatkinová Jessica Pegulaová |
| 4. listopadu  | WTA Finals Rijád, Saúdská Arábie WTA Finals tvrdý (h) – 15 250 000 $ – 8D/8Č dvouhra • čtyřhra | Gabriela Dabrowská Erin Routliffeová 7–5, 6–3 | Kateřina Siniaková Taylor Townsendová | Aryna Sabalenková Barbora Krejčíková | Základní skupina Jasmine Paoliniová Jelena Rybakinová Iga Świąteková Darja Kasatkinová Jessica Pegulaová |
| 11. listopadu | Billie Jean King Cup, finále Sevilla, Španělsko tvrdý (h) – 9 600 000 $ – 12 týmů              | Itálie 2–0                                    | Slovensko                             | Velká Británie Polsko                | Kanada Austrálie Česko Japonsko                                                                          |

## Statistiky

### Tituly podle tenistek
|   |                                | Grand Slam | Grand Slam | Grand Slam | Olympijské hry | Olympijské hry | Olympijské hry | Turnaj mistryň | Turnaj mistryň | WTA 1000 | WTA 1000 | WTA 500 | WTA 500 | WTA 250 | WTA 250 | Celkem | Celkem | Celkem |
| T | Tenistka                       | D          | Č          | X          | D              | Č              | X              | D              | Č              | D        | Č        | D       | Č       | D       | Č       | D      | Č      | X      |
| - | ------------------------------ | ---------- | ---------- | ---------- | -------------- | -------------- | -------------- | -------------- | -------------- | -------- | -------- | ------- | ------- | ------- | ------- | ------ | ------ | ------ |
| 6 | Kateřina Siniaková (CZE)       |            | ●          |            |                |                | ●              |                |                |          | ●        |         |         |         | ●       | 0      | 5      | 1      |
| 6 | Irina Chromačovová             |            |            |            |                |                |                |                |                |          | ●        |         | ●       |         | ●       | 0      | 6      | 0      |
| 5 | Sie Šu-wej (TPE)               |            | ●          | ●          |                |                |                |                |                |          | ●        |         |         |         | ●       | 0      | 3      | 2      |
| 5 | Sara Erraniová (ITA)           |            |            | ●          |                | ●              |                |                |                |          | ●        |         | ●       |         |         | 0      | 4      | 1      |
| 5 | Iga Świąteková (POL)           | ●          |            |            |                |                |                |                |                | ●        |          |         |         |         |         | 5      | 0      | 0      |
| 5 | Jasmine Paoliniová (ITA)       |            |            |            |                | ●              |                |                |                | ●        | ●        |         | ●       |         |         | 1      | 4      | 0      |
| 5 | Jeļena Ostapenková (LAT)       |            | ●          |            |                |                |                |                |                |          |          | ●       | ●       |         |         | 2      | 3      | 0      |
| 5 | Anna Danilinová (KAZ)          |            |            |            |                |                |                |                |                |          | ●        |         | ●       |         | ●       | 0      | 5      | 0      |
| 4 | Aryna Sabalenková              | ●          |            |            |                |                |                |                |                | ●        |          |         |         |         |         | 4      | 0      | 0      |
| 4 | Coco Gauffová (USA)            |            | ●          |            |                |                |                | ●              |                | ●        |          |         |         | ●       |         | 3      | 1      | 0      |
| 4 | Cristina Bucșová (ESP)         |            |            |            |                |                |                |                |                |          | ●        |         | ●       |         | ●       | 0      | 4      | 0      |
| 4 | Diana Šnajderová               |            |            |            |                |                |                |                |                |          |          | ●       |         | ●       |         | 4      | 0      | 0      |
| 3 | Elise Mertensová (BEL)         |            | ●          |            |                |                |                |                |                |          | ●        |         |         |         | ●       | 0      | 3      | 0      |
| 3 | Ljudmyla Kičenoková (UKR)      |            | ●          |            |                |                |                |                |                |          |          |         | ●       |         |         | 0      | 3      | 0      |
| 3 | Taylor Townsendová (USA)       |            | ●          |            |                |                |                |                |                |          |          |         | ●       |         |         | 0      | 3      | 0      |
| 3 | Čeng Čchin-wen (CHN)           |            |            |            | ●              |                |                |                |                |          |          | ●       |         | ●       |         | 3      | 0      | 0      |
| 3 | Erin Routliffeová (NZL)        |            |            |            |                |                |                |                | ●              |          | ●        |         |         |         | ●       | 0      | 3      | 0      |
| 3 | Asia Muhammadová (USA)         |            |            |            |                |                |                |                |                |          | ●        |         | ●       |         | ●       | 0      | 3      | 0      |
| 3 | Jelena Rybakinová (KAZ)        |            |            |            |                |                |                |                |                |          |          | ●       |         |         |         | 3      | 0      | 0      |
| 3 | Nicole Melichar-Martinez (USA) |            |            |            |                |                |                |                |                |          |          |         | ●       |         |         | 0      | 3      | 0      |
| 2 | Barbora Krejčíková (CZE)       | ●          |            |            |                |                |                |                |                |          |          |         |         |         | ●       | 1      | 1      | 0      |
| 2 | Laura Siegemundová (GER)       |            |            | ●          |                |                |                |                |                |          |          |         |         |         | ●       | 0      | 1      | 1      |
| 2 | Gabriela Dabrowská (CAN)       |            |            |            |                |                |                |                | ●              |          |          |         |         |         | ●       | 0      | 2      | 0      |
| 2 | Danielle Collinsová (USA)      |            |            |            |                |                |                |                |                | ●        |          | ●       |         |         |         | 2      | 0      | 0      |
| 2 | Jessica Pegulaová (USA)        |            |            |            |                |                |                |                |                | ●        |          | ●       |         |         |         | 2      | 0      | 0      |
| 2 | Sofia Keninová (USA)           |            |            |            |                |                |                |                |                |          | ●        |         | ●       |         |         | 0      | 2      | 0      |
| 2 | Bethanie Mattek-Sandsová (USA) |            |            |            |                |                |                |                |                |          | ●        |         | ●       |         |         | 0      | 2      | 0      |
| 2 | Demi Schuursová (NED)          |            |            |            |                |                |                |                |                |          | ●        |         | ●       |         |         | 0      | 2      | 0      |
| 2 | Darja Kasatkinová              |            |            |            |                |                |                |                |                |          |          | ●       |         |         |         | 2      | 0      | 0      |
| 2 | Beatriz Haddad Maiová (BRA)    |            |            |            |                |                |                |                |                |          |          | ●       | ●       |         |         | 1      | 1      | 0      |
| 2 | Monica Niculescuová (ROU)      |            |            |            |                |                |                |                |                |          |          |         | ●       |         |         | 0      | 2      | 0      |
| 2 | Ellen Perezová (AUS)           |            |            |            |                |                |                |                |                |          |          |         | ●       |         |         | 0      | 2      | 0      |
| 2 | Katie Boulterová (GBR)         |            |            |            |                |                |                |                |                |          |          | ●       |         | ●       |         | 2      | 0      | 0      |
| 2 | Ljudmila Samsonovová           |            |            |            |                |                |                |                |                |          |          |         | ●       | ●       |         | 1      | 1      | 0      |
| 2 | Sloane Stephensová (USA)       |            |            |            |                |                |                |                |                |          |          |         | ●       | ●       |         | 1      | 1      | 0      |
| 2 | Jüan Jüe (CHN)                 |            |            |            |                |                |                |                |                |          |          |         | ●       | ●       |         | 1      | 1      | 0      |
| 2 | Čan Chao-čching (TPE)          |            |            |            |                |                |                |                |                |          |          |         | ●       |         | ●       | 0      | 2      | 0      |
| 2 | Kuo Chan-jü (CHN)              |            |            |            |                |                |                |                |                |          |          |         | ●       |         | ●       | 0      | 2      | 0      |
| 2 | Jana Sizikovová                |            |            |            |                |                |                |                |                |          |          |         |         |         | ●       | 0      | 2      | 0      |
| 1 | Caroline Dolehideová (USA)     |            |            |            |                |                |                |                |                |          | ●        |         |         |         |         | 0      | 1      | 0      |
| 1 | Storm Hunterová (AUS)          |            |            |            |                |                |                |                |                |          | ●        |         |         |         |         | 0      | 1      | 0      |
| 1 | Desirae Krawczyková (USA)      |            |            |            |                |                |                |                |                |          | ●        |         |         |         |         | 0      | 1      | 0      |
| 1 | Sara Sorribes Tormová (ESP)    |            |            |            |                |                |                |                |                |          | ●        |         |         |         |         | 0      | 1      | 0      |
| 1 | Luisa Stefaniová (BRA)         |            |            |            |                |                |                |                |                |          | ●        |         |         |         |         | 0      | 1      | 0      |
| 1 | Paula Badosová (ESP)           |            |            |            |                |                |                |                |                |          |          | ●       |         |         |         | 1      | 0      | 0      |
| 1 | Magdalena Fręchová (POL)       |            |            |            |                |                |                |                |                |          |          | ●       |         |         |         | 1      | 0      | 0      |
| 1 | Madison Keysová (USA)          |            |            |            |                |                |                |                |                |          |          | ●       |         |         |         | 1      | 0      | 0      |
| 1 | Linda Nosková (CZE)            |            |            |            |                |                |                |                |                |          |          | ●       |         |         |         | 1      | 0      | 0      |
| 1 | Šúko Aojamová (JPN)            |            |            |            |                |                |                |                |                |          |          |         | ●       |         |         | 0      | 1      | 0      |
| 1 | Eri Hozumiová (JPN)            |            |            |            |                |                |                |                |                |          |          |         | ●       |         |         | 0      | 1      | 0      |
| 1 | Ashlyn Kruegerová (USA)        |            |            |            |                |                |                |                |                |          |          |         | ●       |         |         | 0      | 1      | 0      |
| 1 | Veronika Kuděrmetovová         |            |            |            |                |                |                |                |                |          |          |         | ●       |         |         | 0      | 1      | 0      |
| 1 | Wang Sin-jü (CHN)              |            |            |            |                |                |                |                |                |          |          |         | ●       |         |         | 0      | 1      | 0      |
| 1 | Čeng Saj-saj (CHN)             |            |            |            |                |                |                |                |                |          |          |         | ●       |         |         | 0      | 1      | 0      |
| 1 | Mirra Andrejevová              |            |            |            |                |                |                |                |                |          |          |         |         | ●       |         | 1      | 0      | 0      |
| 1 | Olga Danilovićová (SRB)        |            |            |            |                |                |                |                |                |          |          |         |         | ●       |         | 1      | 0      | 0      |
| 1 | Viktorija Golubicová (SUI)     |            |            |            |                |                |                |                |                |          |          |         |         | ●       |         | 1      | 0      | 0      |
| 1 | Sonay Kartalová (GBR)          |            |            |            |                |                |                |                |                |          |          |         |         | ●       |         | 1      | 0      | 0      |
| 1 | McCartney Kesslerová (USA)     |            |            |            |                |                |                |                |                |          |          |         |         | ●       |         | 1      | 0      | 0      |
| 1 | Suzan Lamensová (NED)          |            |            |            |                |                |                |                |                |          |          |         |         | ●       |         | 1      | 0      | 0      |
| 1 | Magda Linetteová (POL)         |            |            |            |                |                |                |                |                |          |          |         |         | ●       |         | 1      | 0      | 0      |
| 1 | Emma Navarrová (USA)           |            |            |            |                |                |                |                |                |          |          |         |         | ●       |         | 1      | 0      | 0      |
| 1 | Camila Osoriová (COL)          |            |            |            |                |                |                |                |                |          |          |         |         | ●       |         | 1      | 0      | 0      |
| 1 | Karolína Plíšková (CZE)        |            |            |            |                |                |                |                |                |          |          |         |         | ●       |         | 1      | 0      | 0      |
| 1 | Julia Putincevová (KAZ)        |            |            |            |                |                |                |                |                |          |          |         |         | ●       |         | 1      | 0      | 0      |
| 1 | Zeynep Sönmezová (TUR)         |            |            |            |                |                |                |                |                |          |          |         |         | ●       |         | 1      | 0      | 0      |
| 1 | Rebecca Šramková (SVK)         |            |            |            |                |                |                |                |                |          |          |         |         | ●       |         | 1      | 0      | 0      |
| 1 | Peyton Stearnsová (USA)        |            |            |            |                |                |                |                |                |          |          |         |         | ●       |         | 1      | 0      | 0      |
| 1 | Tímea Babosová (HUN)           |            |            |            |                |                |                |                |                |          |          |         |         |         | ●       | 0      | 1      | 0      |
| 1 | Anna Blinkovová                |            |            |            |                |                |                |                |                |          |          |         |         |         | ●       | 0      | 1      | 0      |
| 1 | Ulrikke Eikeriová (NOR)        |            |            |            |                |                |                |                |                |          |          |         |         |         | ●       | 0      | 1      | 0      |
| 1 | Olivia Gadecká (AUS)           |            |            |            |                |                |                |                |                |          |          |         |         |         | ●       | 0      | 1      | 0      |
| 1 | Quinn Gleasonová (USA)         |            |            |            |                |                |                |                |                |          |          |         |         |         | ●       | 0      | 1      | 0      |
| 1 | Viktória Hrunčáková (SVK)      |            |            |            |                |                |                |                |                |          |          |         |         |         | ●       | 0      | 1      | 0      |
| 1 | Miju Katová (JPN)              |            |            |            |                |                |                |                |                |          |          |         |         |         | ●       | 0      | 1      | 0      |
| 1 | Ingrid Martinsová (BRA)        |            |            |            |                |                |                |                |                |          |          |         |         |         | ●       | 0      | 1      | 0      |
| 1 | Caty McNallyová (USA)          |            |            |            |                |                |                |                |                |          |          |         |         |         | ●       | 0      | 1      | 0      |
| 1 | Ingrid Neelová (EST)           |            |            |            |                |                |                |                |                |          |          |         |         |         | ●       | 0      | 1      | 0      |
| 1 | Olivia Nichollsová (GBR)       |            |            |            |                |                |                |                |                |          |          |         |         |         | ●       | 0      | 1      | 0      |
| 1 | Makoto Ninomijová (JPN)        |            |            |            |                |                |                |                |                |          |          |         |         |         | ●       | 0      | 1      | 0      |
| 1 | Giuliana Olmosová (MEX)        |            |            |            |                |                |                |                |                |          |          |         |         |         | ●       | 0      | 1      | 0      |
| 1 | Alexandra Panovová             |            |            |            |                |                |                |                |                |          |          |         |         |         | ●       | 0      | 1      | 0      |
| 1 | Katarzyna Piterová (POL)       |            |            |            |                |                |                |                |                |          |          |         |         |         | ●       | 0      | 1      | 0      |
| 1 | Kamilla Rachimovová            |            |            |            |                |                |                |                |                |          |          |         |         |         | ●       | 0      | 1      | 0      |
| 1 | Bibiane Schoofsová (NED)       |            |            |            |                |                |                |                |                |          |          |         |         |         | ●       | 0      | 1      | 0      |
| 1 | Majar Šarífová (EGY)           |            |            |            |                |                |                |                |                |          |          |         |         |         | ●       | 0      | 1      | 0      |
| 1 | Ena Šibaharaová (JPN)          |            |            |            |                |                |                |                |                |          |          |         |         |         | ●       | 0      | 1      | 0      |
| 1 | Fanny Stollárová (HUN)         |            |            |            |                |                |                |                |                |          |          |         |         |         | ●       | 0      | 1      | 0      |
| 1 | Aldila Sutjiadiová (INA)       |            |            |            |                |                |                |                |                |          |          |         |         |         | ●       | 0      | 1      | 0      |
| 1 | Mojuka Učidžimová (JPN)        |            |            |            |                |                |                |                |                |          |          |         |         |         | ●       | 0      | 1      | 0      |
| 1 | Sü I-fan (CHN)                 |            |            |            |                |                |                |                |                |          |          |         |         |         | ●       | 0      | 1      | 0      |
| 1 | Čang Šuaj (CHN)                |            |            |            |                |                |                |                |                |          |          |         |         |         | ●       | 0      | 1      | 0      |

### Tituly podle států
|    |                        | Grand Slam | Grand Slam | Grand Slam | Olympijské hry | Olympijské hry | Olympijské hry | Turnaj mistryň | Turnaj mistryň | WTA 1000 | WTA 1000 | WTA 500 | WTA 500 | WTA 250 | WTA 250 | Celkem | Celkem | Celkem |
| T  | Tenistka               | D          | Č          | X          | D              | Č              | X              | D              | Č              | D        | Č        | D       | Č       | D       | Č       | D      | Č      | X      |
| -- | ---------------------- | ---------- | ---------- | ---------- | -------------- | -------------- | -------------- | -------------- | -------------- | -------- | -------- | ------- | ------- | ------- | ------- | ------ | ------ | ------ |
| 26 | Spojené státy americké |            | 2          |            |                |                |                | 1              |                | 3        | 3        | 3       | 7       | 5       | 2       | 12     | 14     | 0      |
| 10 | Čína                   |            |            |            | 1              |                |                |                |                |          |          | 1       | 3       | 2       | 3       | 4      | 6      | 0      |
| 9  | Česko                  | 1          | 2          |            |                |                | 1              |                |                |          | 1        | 1       |         | 1       | 2       | 3      | 5      | 1      |
| 9  | Kazachstán             |            |            |            |                |                |                |                |                |          | 1        | 3       | 1       | 1       | 3       | 4      | 5      | 0      |
| 8  | Polsko                 | 1          |            |            |                |                |                |                |                | 4        |          | 1       |         | 1       | 1       | 7      | 1      | 0      |
| 7  | Čínská Tchaj-pej       |            | 1          | 2          |                |                |                |                |                |          | 1        |         | 1       |         | 2       | 0      | 5      | 2      |
| 6  | Itálie                 |            |            | 1          |                | 1              |                |                |                | 1        | 2        |         | 1       |         |         | 1      | 4      | 1      |
| 5  | Lotyšsko               |            | 1          |            |                |                |                |                |                |          |          | 2       | 2       |         |         | 2      | 3      | 0      |
| 5  | Španělsko              |            |            |            |                |                |                |                |                |          | 1        | 1       | 1       |         | 2       | 1      | 4      | 0      |
| 5  | Japonsko               |            |            |            |                |                |                |                |                |          |          |         | 1       |         | 4       | 0      | 5      | 0      |
| 4  | Brazílie               |            |            |            |                |                |                |                |                |          | 1        | 1       | 1       |         | 1       | 1      | 3      | 0      |
| 4  | Austrálie              |            |            |            |                |                |                |                |                |          | 1        |         | 2       |         | 1       | 0      | 4      | 0      |
| 4  | Nizozemsko             |            |            |            |                |                |                |                |                |          | 1        |         | 1       | 1       | 1       | 1      | 3      | 0      |
| 4  | Spojené království     |            |            |            |                |                |                |                |                |          |          | 1       |         | 2       | 1       | 3      | 1      | 0      |
| 3  | Belgie                 |            | 1          |            |                |                |                |                |                |          | 1        |         |         |         | 1       | 0      | 3      | 0      |
| 3  | Ukrajina               |            | 1          |            |                |                |                |                |                |          |          |         | 2       |         |         | 0      | 3      | 0      |
| 3  | Nový Zéland            |            |            |            |                |                |                |                | 1              |          | 1        |         |         |         | 1       | 0      | 3      | 0      |
| 2  | Německo                |            |            | 1          |                |                |                |                |                |          |          |         |         |         | 1       | 0      | 1      | 1      |
| 2  | Kanada                 |            |            |            |                |                |                |                | 1              |          |          |         |         |         | 1       | 0      | 2      | 0      |
| 2  | Rumunsko               |            |            |            |                |                |                |                |                |          |          |         | 2       |         |         | 0      | 2      | 0      |
| 2  | Slovensko              |            |            |            |                |                |                |                |                |          |          |         |         | 1       | 1       | 1      | 1      | 0      |
| 2  | Maďarsko               |            |            |            |                |                |                |                |                |          |          |         |         |         | 2       | 0      | 2      | 0      |
| 1  | Kolumbie               |            |            |            |                |                |                |                |                |          |          |         |         | 1       |         | 1      | 0      | 0      |
| 1  | Srbsko                 |            |            |            |                |                |                |                |                |          |          |         |         | 1       |         | 1      | 0      | 0      |
| 1  | Švýcarsko              |            |            |            |                |                |                |                |                |          |          |         |         | 1       |         | 1      | 0      | 0      |
| 1  | Turecko                |            |            |            |                |                |                |                |                |          |          |         |         | 1       |         | 1      | 0      | 0      |
| 1  | Egypt                  |            |            |            |                |                |                |                |                |          |          |         |         |         | 1       | 0      | 1      | 0      |
| 1  | Estonsko               |            |            |            |                |                |                |                |                |          |          |         |         |         | 1       | 0      | 1      | 0      |
| 1  | Indonésie              |            |            |            |                |                |                |                |                |          |          |         |         |         | 1       | 0      | 1      | 0      |
| 1  | Mexiko                 |            |            |            |                |                |                |                |                |          |          |         |         |         | 1       | 0      | 1      | 0      |
| 1  | Norsko                 |            |            |            |                |                |                |                |                |          |          |         |         |         | 1       | 0      | 1      | 0      |

### Premiérové tituly
Hráčky, které získaly první titul ve dvouhře, čtyřhře nebo smíšené čtyřhře:

#### Dvouhra
- Mirra Andrejevová (17 let a 88 dní) – Jasy (pavouk)
- Magdalena Fręchová (26 let a 276 dní) – Guadalajara (pavouk)
- Jüan Jüe (25 let a 160 dní) – Austin (pavouk)
- Sonay Kartalová (22 let a 323 dní) – Monastir (pavouk)
- McCartney Kesslerová (25 let a 47 dní) – Cleveland (pavouk)
- Suzan Lamensová (25 let a 107 dní) – Ósaka (pavouk)
- Emma Navarrová (22 let a 240 dní) – Hobart (pavouk)
- Linda Nosková (19 let a 281 dní) – Monterrey (pavouk)
- Zeynep Sönmezová (22 let a 188 dní) – Mérida (pavouk)
- Peyton Stearnsová (22 let a 230 dní) – Rabat (pavouk)
- Diana Šnajderová (19 let a 308 dní) – Chua Chin (pavouk)
- Rebecca Šramková (27 let a 339 dní) – Chua Chin (pavouk)

#### Čtyřhra
- Olivia Gadecká –  Austin (pavouk)
- Quinn Gleasonová – Mérida (pavouk)
- Jüan Jüe - Ning-po (pavouk)
- Ashlyn Kruegerová – Charleston (pavouk)
- Sloane Stephensová – Charleston (pavouk)
- Majar Šarífová – Monastir (pavouk)
- Mojuka Učidžimová – Ťiou-ťiang (pavouk)

#### Smíšená čtyřhra
- Sie Šu-wej – Australian Open (pavouk)
- Kateřina Siniaková – Olympijské hry (pavouk)
- Sara Erraniová – US Open (pavouk)

### Obhájené tituly
Hráčky, které obhájily titul ve dvouhře, čtyřhře nebo smíšené čtyřhře:

#### Dvouhra
- Coco Gauffová  – Auckland (pavouk)
- Aryna Sabalenková – Australian Open (pavouk), Wu-chan (pavouk)
- Iga Świąteková  – Dauhá (pavouk)
- Katie Boulterová  – Nottingham (pavouk)
- Čeng Čchin-wen – Palermo (pavouk)
- Jessica Pegulaová – Toronto (pavouk)

#### Čtyřhra
- Jana Sizikovová – Rabat (pavouk), Palermo (pavouk)
- Taylor Townsendová  – Adelaide (pavouk)
- Katarzyna Piterová – Budapešť (pavouk)
- Fanny Stollárová – Budapešť (pavouk)

## Žebříček

### Dvouhra
Nejvýše postavenými hráčkami do 21 let na konečném žebříčku podle roku narození byly Polina Kuděrmetovová (nar. 2003, 117.), Coco Gauffová (nar. 2004, 3.), Ella Seidelová (nar. 2005, 138.), Maya Jointová (nar. 2006, 119.), Mirra Andrejevová (nar. 2007, 16.), Laura Samson (nar. 2008, 342.), Julieta Parejová (nar. 2009, 567.) a Nauhany Vitoria Leme Da Silvová (nar. 2010, 1302.).
Na konečném žebříčku Top 100 figurovalo osm hráček do 21 let, 17letá Mirra Andrejevová (16.), 19letá Linda Nosková (26.), 20leté Coco Gauffová (3.), Diana Šnajderová (13.), Ashlyn Kruegerová (65.) a Erika Andrejevová (67.), a 21leté Clara Tausonová (52) s Emmou Raducanuovou (58.). Naopak třinácti singlistkám z elitní stovky bylo 31 let či více. Nejstaršími členkami byly 36letá Laura Siegemundová (84.), 35letá Viktoria Azarenková (20.) a 34leté Sorana Cîrsteaová (70.) s Caroline Wozniackou (72.) a Irinou-Camelií Beguovou (83.).
Světová trojka Coco Gauffová a desítka Barbora Krejčíková byly jedinými členkami Top 100, které zakončily sezónu na stejné pozici jako v roce 2023.
Tabulky uvádějí 20 nejvýše postavených tenistek na žebříčku WTA Race pro Turnaj mistryň a 20 nejvýše postavených tenistek na konečném žebříčku WTA.
| Žebříček WTA Race | Žebříček WTA Race            | Žebříček WTA Race | Žebříček WTA Race |
| Poř.              | tenistka (✓ – kvalifikována) | body              | turnaje           |
| ----------------- | ---------------------------- | ----------------- | ----------------- |
| 1.                | Aryna Sabalenková ✓          | 9 016             | 20                |
| 2.                | Iga Świąteková (POL) ✓       | 7 970             | 20                |
| 3.                | Coco Gauffová (USA) ✓        | 5 230             | 21                |
| 4.                | Jasmine Paoliniová (ITA) ✓   | 5 144             | 19                |
| 5                 | Jelena Rybakinová (KAZ) ✓    | 4 971             | 19                |
| 6.                | Jessica Pegulaová (USA) ✓    | 4 705             | 19                |
| 7.                | Čeng Čchin-wen (CHN) ✓       | 4 540             | 20                |
| 8.                | Emma Navarrová (USA)         | 3 568             | 22                |
| 9.                | Darja Kasatkinová            | 3 368             | 24                |
| 10.               | Danielle Collinsová (USA)    | 3 178             | 19                |
| 11.               | Paula Badosová (ESP)         | 2 908             | 20                |
| 12.               | Barbora Krejčíková (CZE) ✓   | 2 814             | 16                |
| 13.               | Anna Kalinská                | 2 743             | 20                |
| 14.               | Diana Šnajderová             | 2 599             | 24                |
| 15.               | Jeļena Ostapenková (LAT)     | 2 588             | 21                |
| 16.               | Mirra Andrejevová            | 2 578             | 17                |
| 17.               | Beatriz Haddad Maiová (BRA)  | 2 554             | 26                |
| 18.               | Marta Kosťuková (UKR)        | 2 493             | 21                |
| 19.               | Donna Vekićová (CRO)         | 2 258             | 21                |
| 20.               | Viktoria Azarenková          | 2 127             | 17                |

| Konečný žebříček WTA | Konečný žebříček WTA        | Konečný žebříček WTA | Konečný žebříček WTA | Konečný žebříček WTA | Konečný žebříček WTA | Konečný žebříček WTA | Konečný žebříček WTA |
| Poř.                 | tenistka                    | bodů                 | turnajů              | '23                  | max                  | min                  | '23→'24              |
| -------------------- | --------------------------- | -------------------- | -------------------- | -------------------- | -------------------- | -------------------- | -------------------- |
| 1.                   | Aryna Sabalenková           | 9 416                | 21                   | 2.                   | 1.                   | 3.                   | ▲ 1                  |
| 2.                   | Iga Świąteková (POL)        | 8 370                | 21                   | 1.                   | 1.                   | 2.                   | ▼ 1                  |
| 3.                   | Coco Gauffová (USA)         | 6 530                | 22                   | 3.                   | 2.                   | 6.                   | ▬                    |
| 4.                   | Jasmine Paoliniová (ITA)    | 5 344                | 20                   | 30.                  | 4.                   | 31.                  | ▲ 26                 |
| 5.                   | Čeng Čchin-wen (CHN)        | 5 340                | 21                   | 15.                  | 5.                   | 15.                  | ▲ 10                 |
| 6.                   | Jelena Rybakinová (KAZ)     | 5 171                | 20                   | 4.                   | 3.                   | 6.                   | ▼ 2                  |
| 7.                   | Jessica Pegulaová (USA)     | 4 705                | 20                   | 5.                   | 4.                   | 7.                   | ▼ 2                  |
| 8.                   | Emma Navarrová (USA)        | 3 589                | 22                   | 38.                  | 8.                   | 31.                  | ▲ 30                 |
| 9.                   | Darja Kasatkinová           | 3 368                | 25                   | 18.                  | 9.                   | 18.                  | ▲ 9                  |
| 10.                  | Barbora Krejčíková (CZE)    | 3 214                | 17                   | 10.                  | 8.                   | 32.                  | ▬                    |
| 11.                  | Danielle Collinsová (USA)   | 3 178                | 19                   | 55.                  | 8.                   | 71.                  | ▲ 44                 |
| 12.                  | Paula Badosová (ESP)        | 2 908                | 20                   | 66.                  | 11.                  | 140.                 | ▲ 54                 |
| 13.                  | Diana Šnajderová            | 2 895                | 24                   | 60.                  | 12.                  | 108.                 | ▲ 47                 |
| 14.                  | Anna Kalinská               | 2 743                | 20                   | 77.                  | 11.                  | 80.                  | ▲ 63                 |
| 15.                  | Jeļena Ostapenková (LAT)    | 2 588                | 21                   | 13.                  | 9.                   | 15.                  | ▼ 2                  |
| 16.                  | Mirra Andrejevová           | 2 578                | 17                   | 46.                  | 16.                  | 58.                  | ▲ 30                 |
| 17.                  | Beatriz Haddad Maiová (BRA) | 2 554                | 26                   | 11.                  | 10.                  | 23.                  | ▼ 6                  |
| 18.                  | Marta Kosťuková (UKR)       | 2 493                | 21                   | 39.                  | 16.                  | 41.                  | ▲ 21                 |
| 19.                  | Donna Vekićová (CRO)        | 2 258                | 21                   | 23.                  | 18.                  | 49.                  | ▲ 4                  |
| 20.                  | Viktoria Azarenková         | 2 127                | 17                   | 22.                  | 16.                  | 33.                  | ▲ 2                  |

#### Světové jedničky
| Světová jednička     | datum nástupu       | datum odchodu     |
| -------------------- | ------------------- | ----------------- |
| Iga Świąteková (POL) | začátek sezóny 2024 | 20. října 2024    |
| Aryna Sabalenková    | 21. října 2024      | konec sezóny 2024 |

#### Debutantky v první světové stovce
V Top 100 debutovalo osmnáct tenistek. Australanka Arina Rodionovová se ve 34 letech a 52 dnech stala historicky nejstarší debutantkou v Top 100. Renata Zarazúová vstoupila do první světové stovky jako druhá Mexičanka po Angélice Gavaldónové, Zeynep Sönmezová jako druhá taková Turkyně po Çağle Büyükakçayové a Lulu Sunová jako historicky pátá Novozélanďanka. Nejvýše postavenou hráčkou, která stále čekala na debutový průnik do Top 100, byla Robin Montgomeryová na 107. příčce.
- Renata Zarazúová (8. ledna)
- Brenda Fruhvirtová (29. ledna)
- Marija Timofejevová (29. ledna)
- Arina Rodionovová (5. února)
- Erika Andrejevová (19. února)
- María Lourdes Carléová (4. března)
- Hailey Baptisteová (18. března)
- Jéssica Bouzasová Maneirová (15. dubna)
- Julia Rierová (22. dubna)
- Mojuka Učidžimová (20. května)
- Rebecca Šramková (20. května)
- Lulu Sunová (15. července)
- Chloé Paquetová (29. července)
- McCartney Kesslerová (12. srpna)
- Olivia Gadecká (16. září)
- Sonay Kartalová (16. září)
- Julija Starodubcevová (7. října)
- Suzan Lamensová (21. října)
- Zeynep Sönmezová (4. listopadu)

V Top 50 debutovalo devět tenistek.
- Anna Kalinská (29. ledna)
- Clara Burelová (5. února)
- Magdalena Fręchová (26. února)
- Jüan Jüe (4. března)
- Diane Parryová (8. dubna)
- Diana Šnajderová (20. května)
- Viktorija Tomovová (1. července)
- Lulu Sunová (26. srpna)
- Rebecca Šramková (4. listopadu)

V Top 20 debutovalo šest tenistek.
- Jasmine Paoliniová (26. února)
- Emma Navarrová (8. března)
- Marta Kosťuková (6. května)
- Anna Kalinská (24. května)
- Diana Šnajderová (12. srpna)
- Mirra Andrejevová (7. října)

V Top 10 debutovaly tři tenistky. Čeng Čchin-wen se stala druhou Číňankou v první desítce po Li Ně a Jasmine Paoliniová pátou takovou Italkou, na 4. místě jako vůbec nejvýše postavená italská tenistka spolu se Schiavoneovou z roku 2011. V konečném žebříčku Top 10 figurovala nejdelší, pětileté období bez přerušení Aryna Sabalenková. Nejstarší členkou závěrečné první desítky se stala 30letá Pegulaová a nejmladší 20letá Gauffová, stejně jako v předchozím ročníku.
- Čeng Čchin-wen (29. ledna)
- Jasmine Paoliniová (10. června)
- Emma Navarrová (9. září)

#### Nová žebříčková maxima
Singlistky, které v sezóně 2024 zaznamenaly kariérní maximum v první padesátce žebříčku WTA (ztučnění u jmen hráček, které v první světové desítce debutovaly a postavení při novém maximu v Top 10):
- Varvara Gračovová (na 39. místo 8. ledna)
- Tatjana Mariová (na 42. místo 8. ledna)
- Jekatěrina Alexandrovová (na 15. místo 1. dubna)
- Lucia Bronzettiová (na 46. místo 8. dubna)
- Jüan Jüe (na 36. místo 20. května)
- Coco Gauffová (na 2. místo 10. června)
- Clara Burelová (na 42. místo 10. června)
- Marta Kosťuková (na 16. místo 17. června)
- Kateřina Siniaková (na 27. místo 24. června)
- Viktorija Tomovová (na 46. místo 29. července)
- Taylor Townsendová (na 46. místo 19. srpna)
- Linda Nosková (na 25. místo 26. srpna)
- Emma Navarrová (na 8. místo 9. září)
- Lulu Sunová (na 39. místo 9. září)
- Donna Vekićová (na 18. místo 7. října)
- Jasmine Paoliniová (na 4. místo 28. října)
- Anna Kalinská (na 11. místo 28. října)
- Mirra Andrejevová (na 16. místo 28. října)
- Magdalena Fręchová (na 22. místo 28. října)
- Elina Avanesjanová (na 43. místo 28. října)
- Diane Parryová (na 48. místo 28. října)
- Diana Šnajderová (na 12. místo 4. listopadu)
- Katie Boulterová (na 23. místo 4. listopadu)
- Rebecca Šramková (na 43. místo 4. listopadu)
- Čeng Čchin-wen (na 5. místo 11. listopadu)

### Čtyřhra
Tabulky uvádějí 10 nejvýše postavených párů na žebříčku WTA Race pro Turnaj mistryň a 20 nejvýše postavených tenistek na konečném žebříčku WTA.
| Žebříček párů WTA Race | Žebříček párů WTA Race                                   | Žebříček párů WTA Race | Žebříček párů WTA Race | Žebříček párů WTA Race |
| Poř.                   | pár (✓ – kvalifikován)                                   | body                   | turnajů                |                        |
| ---------------------- | -------------------------------------------------------- | ---------------------- | ---------------------- | ---------------------- |
| 1.                     | Ljudmyla Kičenoková (UKR) Jeļena Ostapenková (LAT) ✓     | 5 948                  | 15                     |                        |
| 2.                     | Gabriela Dabrowská (CAN) Erin Routliffeová (NZL) ✓       | 5 425                  | 16                     |                        |
| 3.                     | Sie Šu-wej (TPE) Elise Mertensová (BEL) ✓                | 5 130                  | 13                     |                        |
| 4.                     | Sara Erraniová (ITA) Jasmine Paoliniová (ITA) ✓          | 5 045                  | 14                     |                        |
| 5.                     | Caroline Dolehideová (USA) Desirae Krawczyková (USA) ✓   | 4 363                  | 17                     |                        |
| 6.                     | Nicole Melichar-Martinezová (USA) Ellen Perezová (AUS) ✓ | 4 020                  | 22                     |                        |
| 7.                     | Čan Chao-čching (TPE) Veronika Kuděrmetovová ✓           | 3 818                  | 12                     |                        |
| 8.                     | Sofia Keninová (USA) Bethanie Mattek-Sandsová (USA)      | 3 345                  | 9                      |                        |
| 9.                     | Kateřina Siniaková (CZE) Taylor Townsendová (USA) ✓      | 3 221                  | 6                      |                        |
| 10.                    | Demi Schuursová (NED) Luisa Stefaniová (BRA)             | 2 840                  | 16                     |                        |

| Konečný žebříček WTA | Konečný žebříček WTA              | Konečný žebříček WTA |
| Poř.                 | tenistka                          | bodů                 |
| -------------------- | --------------------------------- | -------------------- |
| 1.                   | Kateřina Siniaková (CZE)          | 9 530                |
| 2.                   | Erin Routliffeová (NZL)           | 8 165                |
| 3.                   | Gabriela Dabrowská (CAN)          | 6 805                |
| 4.                   | Ljudmyla Kičenoková (UKR)         | 6 165                |
| 5.                   | Taylor Townsendová (USA)          | 6 108                |
| 6.                   | Jeļena Ostapenková (LAT)          | 5 948                |
| 7.                   | Sie Šu-wej (TPE)                  | 5 506                |
| 8.                   | Sara Erraniová (ITA)              | 5 456                |
| 9.                   | Elise Mertensová (BEL)            | 5 430                |
| 10.                  | Jasmine Paoliniová (ITA)          | 5 235                |
| 11.                  | Desirae Krawczyková (USA)         | 4 858                |
| 12.                  | Nicole Melichar-Martinezová (USA) | 4 670                |
| 13.                  | Ellen Perezová (AUS)              | 4 560                |
| 14.                  | Caroline Dolehideová (USA)        | 4 483                |
| 15.                  | Asia Muhammadová (USA)            | 4 348                |
| 16.                  | Čan Chao-čching (TPE)             | 4 250                |
| 17.                  | Veronika Kuděrmetovová            | 4 120                |
| 18.                  | Irina Chromačovová                | 3 881                |
| 19.                  | Cristina Bucșová (ESP)            | 3 758                |
| 20.                  | Bethanie Mattek-Sandsová (USA)    | 3 726                |

#### Světové jedničky ve čtyřhře
| Světová jednička         | datum nástupu       | datum odchodu     |
| ------------------------ | ------------------- | ----------------- |
| Storm Hunterová (AUS)    | začátek sezóny 2024 | 28. ledna 2024    |
| Elise Mertensová (BEL)   | 29. ledna 2024      | 17. března 2024   |
| Sie Šu-wej (TPE)         | 18. března 2024     | 9. června 2024    |
| Elise Mertensová (BEL)   | 10. června 2024     | 14. července 2024 |
| Erin Routliffeová (NZL)  | 15. července 2024   | 8. září 2024      |
| Kateřina Siniaková (CZE) | 9. září 2024        | konec sezóny 2024 |

#### Nová žebříčková maxima
Deblistky, které v sezóně 2024 zaznamenaly kariérní maximum v první padesátce žebříčku WTA (ztučnění u jmen hráček, které v první světové desítce debutovaly a postavení při novém maximu v Top 10):
- Miju Katová (na 26. místo 1. ledna)
- Greet Minnenová (na 45. místo 8. ledna)
- Laura Siegemundová (na 4. místo 29. ledna)
- Wu Fang-sien (na 45. místo 29. ledna)
- Věra Zvonarevová (na 7. místo 19. února)
- Ellen Perezová (na 7. místo 22. dubna)
- Ulrikke Eikeriová  (na 26. místo 22. dubna)
- Marie Bouzková (na 15. místo 6. května)
- Sara Sorribesová Tormová (na 17. místo 6. května)
- Ingrid Neelová (na 33. místo 6. května)
- Wang Sin-jü  (na 16. místo 20. května)
- Cristina Bucșová (na 19. místo 10. června)
- Erin Routliffeová (na 1. místo 15. července)
- Gabriela Dabrowská (na 3. místo 15. července)
- Ťiang Sin-jü (na 39. místo 12. srpna)
- Desirae Krawczyková (na 7. místo 19. srpna)
- Caroline Dolehideová (na 9. místo 26. srpna)
- Ljudmyla Kičenoková (na 3. místo 23. září)
- Jasmine Paoliniová (na 9. místo 7. října)
- Sofia Keninová (na 22. místo 7. října)
- Kuo Chan-jü (na 34. místo 7. října)
- Diana Šnajderová (na 48. místo 7. října)
- Jeļena Ostapenková (na 4. místo 28. října)
- Asia Muhammadová (na 14. místo 28. října)
- Irina Chromačovová (na 17. místo 28. října)
- Alexandra Panovová (na 30. místo 28. října)
- Olivia Nichollsová (na 38. místo 28. října)
- Tereza Mihalíková (na 41. místo 28. října)

## Výdělek tenistek
| Nejvyšší výdělky tenistek                                    | Nejvyšší výdělky tenistek   | Nejvyšší výdělky tenistek | Nejvyšší výdělky tenistek | Nejvyšší výdělky tenistek | Nejvyšší výdělky tenistek |
| Poř.                                                         | tenistka                    | ve dvouhře                | ve čtyřhře                | celkem v sezóně           |                           |
| ------------------------------------------------------------ | --------------------------- | ------------------------- | ------------------------- | ------------------------- | ------------------------- |
| 1.                                                           | Aryna Sabalenková           | 9 729 260 $               | 0 $                       | 9 729 260 $               |                           |
| 2.                                                           | Coco Gauffová (USA)         | 8 880 987 $               | 472 860 $                 | 9 353 847 $               |                           |
| 3.                                                           | Iga Świąteková (POL)        | 8 550 693 $               | 0 $                       | 8 550 693 $               |                           |
| 4.                                                           | Jasmine Paoliniová (ITA)    | 5 024 205 $               | 796 593 $                 | 5 820 798 $               |                           |
| 5.                                                           | Čeng Čchin-wen (CHN)        | 5 559 555 $               | 0 $                       | 5 559 555 $               |                           |
| 6.                                                           | Barbora Krejčíková (CZE)    | 4 522 510 $               | 247 830 $                 | 4 770 340 $               |                           |
| 7.                                                           | Jessica Pegulaová (USA)     | 4 021 226 $               | 165 396 $                 | 4 186 622 $               |                           |
| 8.                                                           | Jelena Rybakinová (KAZ)     | 3 876 915 $               | 0 $                       | 3 876 915 $               |                           |
| 9.                                                           | Elise Mertensová (BEL)      | 1 186 903 $               | 1 596 511 $               | 2 783 414 $               |                           |
| 10.                                                          | Emma Navarrová (USA)        | 2 674 666 $               | 77 302 $                  | 2 751 968 $               |                           |
| 11.                                                          | Danielle Collinsová (USA)   | 2 333 473 $               | 19 515 $                  | 2 352 988 $               |                           |
| 12.                                                          | Jeļena Ostapenková (LAT)    | 1 514 466 $               | 818 017 $                 | 2 332 483 $               |                           |
| 13.                                                          | Kateřina Siniaková (CZE)    | 833 083 $                 | 384 970 $                 | 2 218 053                 |                           |
| 14.                                                          | Caroline Dolehideová (USA)  | 786 038 $                 | 1 267 793 $               | 2 053 831                 |                           |
| 15.                                                          | Paula Badosová (ESP)        | 1 977 053 $               | 28 705 $                  | 2 005 758                 |                           |
| 16.                                                          | Beatriz Haddad Maiová (BRA) | 1 816 779 $               | 183 991 $                 | 2 000 770 $               |                           |
| 17.                                                          | Mirra Andrejevová           | 1 764 919 $               | 159 740 $                 | 1 924 659 $               |                           |
| 18.                                                          | Darja Kasatkinová           | 1 905 676 $               | 13 050 $                  | 1 918 726 $               |                           |
| 19.                                                          | Anna Kalinská               | 1 814 426 $               | 78 221 $                  | 1 892 647 $               |                           |
| 20.                                                          | Donna Vekićová (CRO)        | 1 851 680 $               | 33 935 $                  | 1 885 615 $               |                           |
| 21.                                                          | Maria Sakkariová (GRE)      | 1 829 467 $               | 0 $                       | 1 829 467 $               |                           |
| 22.                                                          | Marta Kosťuková (UKR)       | 1 640 101 $               | 154 836 $                 | 1 794 937 $               |                           |
| 23.                                                          | Karolína Muchová (CZE)      | 1 759 875 $               | 17 050 $                  | 1 776 925 $               |                           |
| 24.                                                          | Sie Šu-wej (TPE)            | 40 268 $                  | 1 590 165 $               | 1 630 433 $               |                           |
| 25.                                                          | Diana Šnajderová            | 1 421 956 $               | 166 271 $                 | 1 588 227 $               |                           |
| 26.                                                          | Taylor Townsendová (USA)    | 610 446 $                 | 915 707 $                 | 1 576 153 $               |                           |
| 27.                                                          | Sara Erraniová (ITA)        | 622 556 $                 | 796 776 $                 | 1 519 332 $               |                           |
| 28.                                                          | Dajana Jastremská (UKR)     | 1 405 560 $               | 65 865 $                  | 1 471 425 $               |                           |
| 29.                                                          | Madison Keysová (USA)       | 1 460 971 $               | 4 255 $                   | 1 465 226 $               |                           |
| 30.                                                          | Ljudmila Samsonovová        | 1 303 285 $               | 160 864 $                 | 1 464 149 $               |                           |
| částky v amerických dolarech; aktualizováno 9. prosince 2024 |                             |                           |                           |                           |                           |

Vysvětlivky
1. ↑  Výdělek Townsendové včetně 50 000 $ ze smíšené čtyřhry.
2. ↑  Výdělek Erraniové včetně 100 000 $ ze smíšené čtyřhry.

## Kariérní informace

### Ukončení kariéry
Seznam uvádí tenistky (vítězky turnaje WTA, a/nebo ty, které byly klasifikovány alespoň jeden týden v Top 100 dvouhry a/nebo Top 100 čtyřhry žebříčku WTA), jež ohlásily ukončení profesionální kariéry, neodehrály za více než 52 uplynulých týdnů žádný turnaj, nebo jim byl v sezóně 2024 uložen trvalý zákaz hraní:
- Alexandra Cadanțuová-Ignatiková (* 3. května 1990 Bukurešť, Rumunsko), profesionálka od roku 2005, ve dvouhře žebříčku WTA nejvýše postavená na 59. místě v lednu 2014 a ve čtyřhře na 101. místě během června 2012. Na okruhu WTA Tour vyhrála čtyřhru Bucharest Open 2014. Z jediného singlového finále na Monterrey Open 2012 odešla poražena. Završení profesionální tenisové dráhy oznámila v červnu 2024.[22]
- Alizé Cornetová  (* 22. ledna 1990 Nice, Francie), profesionálka od roku 2006, ve dvouhře žebříčku WTA nejvýše postavená na 11. místě v únoru 2009 a ve čtyřhře na 59. místě během března 2011. Na okruhu WTA Tour vyhrála šest turnajů ve dvouhře a tři ve čtyřhře, všechny v kategorii International, resp. nástupnické WTA 250. Mezi Australian Open 2007 a French Open 2024 vytvořila historický rekord 69 starty v grandslamových dvouhrách bez přerušení.[23][24] Profesionální kariéru ukončila právě na Roland Garros 2024, kde na túře v roce 2005 jako patnáctiletá debutovala a ještě předtím  byla sběračkou míčů.[24][25]
- Sharon Fichmanová (* 3. prosince 1990 Toronto, Kanada), profesionálka od roku 2009, ve dvouhře žebříčku WTA nejvýše postavená na 77. místě v květnu 2014 a ve čtyřhře na 21. místě během ledna 2022. Na okruhu WTA Tour vyhrála čtyři turnaje ve čtyřhře včetně Italian Open 2021 v úrovni WTA 1000. Danou sezónu se představila i v deblové soutěži Turnaje mistryň a dosáhla grandslamového maxima čtvrtfinálem Australian Open. V důsledku zranění na okruhu absentovala v letech 2022 a 2023. Hráčskou dráhu oficiálně ukončila v říjnu 2024.[26]
- Camila Giorgiová (* 30. prosince 1991 Macerata, Itálie), profesionálka od roku 2006, ve dvouhře žebříčku WTA nejvýše postavená na 26. místě v říjnu 2018. Na okruhu WTA Tour vyhrála čtyři turnajů ve dvouhře včetně Canadian Open 2021 z kategorie WTA 1000. Grandslamovým maximem se stalo čtvrtfinále ve Wimbledonu 2018. Do téže fáze se probojovala i na odložené letní olympiádě 2020. Poslední zápas prohrála se světovou jedničkou Świątekovou na březnovém Miami Open 2024 a kariéru ukončila v květnu téhož roku.[27][26][28]
- Alexa Glatchová  (* 6. července 1992 Inčchon, Jižní Korea), profesionálka od roku 2005, ve dvouhře žebříčku WTA nejvýše postavená na 102. místě v srpnu 2009 a ve čtyřhře na 98. místě během října téhož roku. Na okruhu ITF vyhrála deset singlových a devět deblových turnajů ve dvouhře a ve čtyřhře. Na listinu ITIA, uvádějící konec tenisových kariér, byla zapsána 31. května 2024.[26][28]
- Alexa Guarachiová (* 17. listopadu 1990 Fort Walton Beach, Spojené státy americké), americko-chilská profesionálka od roku 2006, ve dvouhře žebříčku WTA nejvýše postavená na 347. místě v listopadu 2015 a ve čtyřhře na 11. místě během září 2021. Na okruhu WTA Tour získala pět deblových trofejí včetně Dubai Championships 2021. Z finále grandslamové čtyřhry na French Open 2020 odešla poražena. Završení profesinální dráhy oznámila v dubnu 2024.[29][28]
- Han Na-re (* 6. července 1992 Inčchon, Jižní Korea), levoruká profesionálka od roku 2011, ve dvouhře žebříčku WTA nejvýše postavená na 149. místě v červnu 2019 a ve čtyřhře na 95. místě během listopadu 2022. Na okruhu WTA Tour triumfovala ve čtyřhře Korea Open 2018. Dva deblové tituly přidala v sérii WTA 125. V květnu 2024 oznámila, že probíhající sezóna bude poslední v kariéře.[30] Naposledy startovala během října 2024 na 105. ročníku Národního sportovního festivalu Koreje.[31]
- Angelique Kerberová (* 18. ledna 1988 Brémy, Spolková republika Německo), profesionálka od roku 2003, ve dvouhře žebříčku WTA nejvýše postavená na 1. místě v září 2016 a ve čtyřhře na 103. místě během srpna 2013. Na čele klasifikace strávila 34 týdnů. Na okruhu WTA Tour vyhrála čtrnáct singlových titulů. Grandslamové trofeje vybojovala na Australian Open 2016, US Open 2016 a ve Wimbledonu 2018. Z Letních olympijských hrách 2016 si odvezla stříbrnou medaili. Zahrála si také finále Turnaje mistryň 2016. Kariéru ukončila v závěru července na letní olympiádě 2024, kde svedla čtvrtfinálovou bitvu s pozdější šampionkou Čengovou.[32][33][26]
- Věra Lapková (* 29. září 1998 Minsk, Bělorusko), profesionálka od roku 2014, ve dvouhře žebříčku WTA nejvýše postavená na 80. místě v říjnu 2018 a ve čtyřhře na 63. místě během května téhož roku. Ve všech čtyřech deblových finále WTA skončila jako poražená finalistka. Na okruhu ITF si připsala po sedmi singlových i deblových titulech. Ukončení kariéry oznámila v lednu 2024 kvůli zranění kolene.[34][28]
- Garbiñe Muguruzaová (* 8. října 1993 Caracas, Venezuela), španělská profesionálka od roku 2011, ve dvouhře žebříčku WTA nejvýše postavená na 1. místě v září 2017 a ve čtyřhře na 10. místě během února 2015. Na vrcholu setrvala čtyři týdny. Na okruhu WTA Tour vyhrála deset turnajů ve dvouhře a pět ve čtyřhře. V rámci grandslamu ovládla Roland Garros 2016 a Wimbledon 2017. Poslední kariérní trofej si odvezla z Turnaje mistryň 2021. Závěrečný turnaj odehrála na únorovém Lyon Open 2023 a ukončení kariéry oznámila na madridské tiskové konferenci v dubnu 2024.[35][26]
- Ioana Raluca Olaruová (* 3. března 1989 Bukurešť, Rumunsko) profesionálka od roku 2003, ve dvouhře žebříčku WTA nejvýše postavená na 53. místě v červenci 2009 a ve čtyřhře na 30. místě během ledna 2022. Na okruhu WTA Tour vyhrála jedenáct turnajů ve čtyřhře včetně St. Petersburg Trophy 2021, jediného z kategorie WTA 500. V červnu 2024 oznámila opuštění profesionálního tenisu.[36][28]
- Lesley Pattinama Kerkhoveová (* 4. listopadu 1991 Goes, Nizozemsko), profesionálka od roku 2008, ve dvouhře žebříčku WTA nejvýše postavená na 135. místě v červnu 2022 a ve čtyřhře na 58. místě během června 2018. Na okruhu WTA Tour vyhrála čtyřhru BGL Luxembourg Open 2017. Z dalších pěti deblových finále odešla poražena. Završení profesionální dráhy oznámila v červenci 2024.[37][28]
- Shelby Rogersová (* 13. října 1992 Mount Pleasant, Spojené státy americké), profesionálka od roku 2010, ve dvouhře žebříčku WTA nejvýše postavená na 30. místě v srpnu 2022 a ve čtyřhře na 40. místě během února téhož roku. Všechna tři singlová a jedno deblové finále WTA prohrála, včetně dvouhry na Silicon Valley Classic 2022. Grandslamovým maximem se stala čtvrtfinále French Open 2021 a Australian Open 2022. Aktivní hráčskou dráhu završila na US Open 2024,[38] kde na úvod podlehla pozdější finalistce Pegulaové.[39] Na newyorském majoru poté  vypadla ve druhé fázi ženské čtyřhry a v prvním kole mixu.[40]
- Alison Van Uytvancková (* 26. března 1994 Vilvoorde, Belgie), profesionálka od roku 2010, ve dvouhře žebříčku WTA nejvýše postavená na 37. místě v srpnu 2018 a ve čtyřhře na 66. místě během května 2022. Na okruhu WTA Tour vyhrála pět turnajů ve dvouhře a dva ve čtyřhře, všechny v úrovni International/WTA 250. Na grandslamu se nejdále probojovala do čtvrtfinále French Open 2015. Po vleklých zraněních kariéru ukončila v srpnu 2024.[41][26]
- Jelena Vesninová (* 1. srpna 1986 Lvov, Sovětský svaz), profesionálka od roku 2002, ve dvouhře žebříčku WTA nejvýše postavená na 13. místě v březnu 2017 a ve čtyřhře na 1. místě během června 2018. Na vrcholu klasifikace setrvala pět týdnů. Na okruhu WTA Tour získala tři singlové a devatenáct deblových titulů. V rámci grandslamu si zahrála semifinále wimbledonské dvouhry 2016. Z jedenácti deblových finále ovládla French Open 2013, US Open 2014 a Wimbledon 2017 po boku Makarovové. V roce 2016 navíc vyhrály olympijské hry i Turnaj mistryň. Ve smíšené soutěži přidala trofej na Australian Open 2016 a stříbrnou medaili z odložené tokijské olympiády 2020. S ruským týmem rovněž triumfovala ve Fed Cupu 2007 a 2008. Do poslední soutěže zasáhla ve čtyřhře pařížské olympiády 2024 a ukončení kariéry oznámila v listopadu téhož roku.[42][26]
- Natalja Vichljancevová (* 16. února 1997 Volgograd, Rusko), profesionálka od roku 2013, ve dvouhře žebříčku WTA nejvýše postavená na 54. místě v říjnu 2017 a ve čtyřhře na 216. místě během července 2019. Na okruhu WTA Tour prohrála jediné kariérní finále na Ricoh Open 2017 s Kontaveitovou. V sérii WTA 125 ovládla čtyřhru Swedish Open 2019. Na listinu ITIA, uvádějící konec tenisových kariér, byla zapsána 23. června 2024.[43]

### Přerušení kariéry

#### Mateřství
Následující tenistky oznámily přerušení kariéry pro mateřství.
- Belinda Bencicová (* 10. března 1997 Flawil, Švýcarsko)[44]
- Petra Kvitová (* 8. března 1990 Bílovec, Československo)[45]
- Sabine Lisická (* 	22. září 1989 Troisdorf, Spolková republika Německo)[46]
- Alison Riskeová-Amritrajová (* 3. července 1990 Pittsburgh, Spojené státy americké)[47]

### Obnovení kariéry
- Amanda Anisimovová (* 31. srpna 2001 Freehold Township, Spojené státy americké), návrat na ASB Classic 2024.[48]
- Čeng Saj-saj (* 5. února 1994 Šen-si, Čína), návrat v kvalifikaci Thailand Open 2024.
- Simona Halepová (* 27. září 1991 Constanța, Rumunsko), návrat k profesionálnímu tenisu na Miami Open 2024 jí umožnil březnový verdikt Mezinárodní sportovní arbitráže, který snížil její čtyřletý trest na devět měsíců, s vypršením trestu již v červenci 2023.[49]
- Angelique Kerberová (* 18. ledna 1988 Brémy, Spolková republika Německo), návrat na United Cupu 2024.[50]
- Michaëlla Krajiceková (* 9. ledna 1989 Delft, Nizozemsko), na okruh se vrátila po pětileté pauze v únoru 2024 turnajem ITF v Šarm aš-Šajchu. V mezidobí odehrála jen jeden deblový zápas ITF během února 2020 v Monastiru.
- Naomi Ósakaová (* 16. října 1997 Ósaka, Japonsko), návrat na Brisbane International 2024.[51]
- Lucie Šafářová (* 4. února 1987 Brno, Československo), návrat ve čtyřhře ohlásila v březnu 2024.[52]
- Emma Raducanuová (* 13. listopadu 2002 Toronto, Kanada), návrat na ASB Classic 2024.[53]
- Jelena Vesninová (* 1. srpna 1986 Lvov, Sovětský svaz), na okruh se předchodně vrátila čtyřhrou na Mutua Madrid Open 2024.[54]
- Wang Čchiang (* 14. ledna 1992 Tchien-ťin, Čína), návrat na Thailand Open 2024.

## Rozpis bodů
Tabulka přidělovaných bodů hráčkám na turnajích okruhu WTA Tour 2024.
| WTA Tour 2024 | WTA Tour 2024 | WTA Tour 2024                             | WTA Tour 2024                             | WTA Tour 2024                                                     | WTA Tour 2024                                                     | WTA Tour 2024                                                     | WTA Tour 2024                                                     | WTA Tour 2024                                                     | WTA Tour 2024                                                     | WTA Tour 2024                                                     | WTA Tour 2024                                                     | WTA Tour 2024                                                     | WTA Tour 2024 | WTA Tour 2024 |
| ↓kategorie / fáze→ | vítězky       | finalistky                                | semifinalistky                            | čtvrtfinalistky                                                   | 16 v kole                                                         | 32 v kole                                                         | 64 v kole                                                         | 128 v kole                                                        | QV                                                                | Q3                                                                | Q2                                                                | Q1                                                                |               |               |
| --- | ------------- | ----------------------------------------- | ----------------------------------------- | ----------------------------------------------------------------- | ----------------------------------------------------------------- | ----------------------------------------------------------------- | ----------------------------------------------------------------- | ----------------------------------------------------------------- | ----------------------------------------------------------------- | ----------------------------------------------------------------- | ----------------------------------------------------------------- | ----------------------------------------------------------------- | ------------- | ------------- |
| Grand Slam (D) | 2000          | 1300                                      | 780                                       | 430                                                               | 240                                                               | 130                                                               | 70                                                                | 10                                                                | 40                                                                | 30                                                                | 20                                                                | 2                                                                 |               |               |
| Grand Slam (Č) | 2000          | 1300                                      | 780                                       | 430                                                               | 240                                                               | 130                                                               | 10                                                                | —                                                                 | 40                                                                | —                                                                 | —                                                                 | –                                                                 |               |               |
| WTA Finals (D/Č) | 1500(max)     | 1080(max)                                 | 750(max)                                  | (250 za každou výhru ve skupině, 125 za každou prohru ve skupině) | (250 za každou výhru ve skupině, 125 za každou prohru ve skupině) | (250 za každou výhru ve skupině, 125 za každou prohru ve skupině) | (250 za každou výhru ve skupině, 125 za každou prohru ve skupině) | (250 za každou výhru ve skupině, 125 za každou prohru ve skupině) | (250 za každou výhru ve skupině, 125 za každou prohru ve skupině) | (250 za každou výhru ve skupině, 125 za každou prohru ve skupině) | (250 za každou výhru ve skupině, 125 za každou prohru ve skupině) | (250 za každou výhru ve skupině, 125 za každou prohru ve skupině) |               |               |
| WTA 1000 (96D) | 1000          | 650                                       | 390                                       | 215                                                               | 120                                                               | 65                                                                | 35                                                                | 10                                                                | 30                                                                | –                                                                 | 20                                                                | 2                                                                 |               |               |
| WTA 1000 (64/56D) | 1000          | 650                                       | 390                                       | 215                                                               | 120                                                               | 65                                                                | 10                                                                | –                                                                 | 30                                                                | –                                                                 | 20                                                                | 2                                                                 |               |               |
| WTA 1000 (28/32Č) | 1000          | 650                                       | 390                                       | 215                                                               | 120                                                               | 10                                                                | –                                                                 | –                                                                 | –                                                                 | –                                                                 | –                                                                 | –                                                                 |               |               |
| WTA 500 (64/56/48D) | 500           | 325                                       | 195                                       | 108                                                               | 60                                                                | 32                                                                | 1                                                                 | –                                                                 | 25                                                                | –                                                                 | 13                                                                | 1                                                                 |               |               |
| WTA 500 (32/30/28D) | 500           | 325                                       | 195                                       | 108                                                               | 60                                                                | 1                                                                 | –                                                                 | –                                                                 | 25                                                                | –                                                                 | 13                                                                | 1                                                                 |               |               |
| WTA 500 (28Č) | 500           | 325                                       | 195                                       | 108                                                               | 60                                                                | 1                                                                 | –                                                                 | –                                                                 | –                                                                 | –                                                                 | –                                                                 | –                                                                 |               |               |
| WTA 500 (16Č) | 500           | 325                                       | 195                                       | 108                                                               | 1                                                                 | –                                                                 | –                                                                 | –                                                                 | –                                                                 | –                                                                 | –                                                                 | –                                                                 |               |               |
| WTA 250 (32D, 24/16Q) | 250           | 163                                       | 98                                        | 54                                                                | 30                                                                | 1                                                                 | –                                                                 | –                                                                 | 18                                                                | –                                                                 | 12                                                                | 1                                                                 |               |               |
| WTA 250 (16Č) | 250           | 163                                       | 98                                        | 54                                                                | 1                                                                 | –                                                                 | –                                                                 | –                                                                 | –                                                                 | –                                                                 | –                                                                 | –                                                                 |               |               |
| United Cup | 500 (max)     | podrobný rozpis bodů, viz United Cup 2024 | podrobný rozpis bodů, viz United Cup 2024 | podrobný rozpis bodů, viz United Cup 2024                         | podrobný rozpis bodů, viz United Cup 2024                         | podrobný rozpis bodů, viz United Cup 2024                         | podrobný rozpis bodů, viz United Cup 2024                         | podrobný rozpis bodů, viz United Cup 2024                         | podrobný rozpis bodů, viz United Cup 2024                         | podrobný rozpis bodů, viz United Cup 2024                         | podrobný rozpis bodů, viz United Cup 2024                         | podrobný rozpis bodů, viz United Cup 2024                         |               |               |
| QV – vítězka kvalifikace, Q1–3 – 1. až 3. kolo kvalifikace, (xD/Q/Č) – „x“ počet hráček v soutěži dvouhry/kvalifikace/čtyřhry |               |                                           |                                           |                                                                   |                                                                   |                                                                   |                                                                   |                                                                   |                                                                   |                                                                   |                                                                   |                                                                   |               |               |